# Kaval

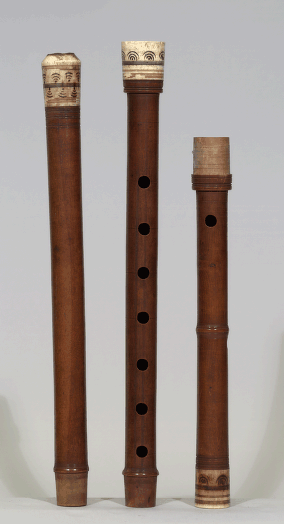
Dreiteilige randgeblasene kawal aus Bulgarien mit sieben Grifflöchern und vier Luftlöchern unterhalb, Gesamtlänge 84 Zentimeter. 1919 angekauft.

Kaval (türkisch kaval, serbisch, mazedonisch, bulgarisch кавал kawal, rumänisch caval) bezeichnet hauptsächlich lange randgeblasene Längsflöten (Endkantenflöten), darüber hinaus regional auch Kernspaltflöten und allgemein Flöten unterschiedlicher Größe aus Holz, die in der Volksmusik der Türkei und der Länder auf dem Balkan, namentlich in Bulgarien, Rumänien, Nordmazedonien, Albanien, Montenegro und Serbien gespielt werden. Nach ihrer Herkunft gehören die randgeblasenen kaval zum Typus der Hirtenflöten, die weiter östlich über Armenien (blul) bis nach Zentralasien (tüidük der Turkmenen) verbreitet sind.
Die langen einteiligen kaval entsprechen nach ihrer Größe der in klassischen Musikstilen eingesetzten orientalischen nay, die jedoch aus Pflanzenrohr besteht. Ebenfalls verbreitet sind dreiteilige Längsflöten. In Bulgarien werden meist dreiteilige randgeblasene Flöten mit bis zu 90 Zentimetern Länge gespielt. In der Türkei gehören neben den einteiligen randgeblasenen Flöten (dilsiz kaval) von 30 bis 80 Zentimetern Länge auch Kernspaltflöten (dilli kaval) in ähnlichen Größen zur Musiktradition der Hirten.
Als Hirtenflöte steht die kaval in zahlreichen Volkserzählungen in einer mythischen Beziehung zwischen dem Hirtentum und der Sphäre des Göttlichen sowie in einer magischen Verbindung vom Flötenklang über die menschliche Stimme zur jenseitigen Welt.

## Etymologie
Im Türkischen bezeichnet kaval nicht nur alle Arten von Schäferflöten, sondern auch Röhren in außermusikalischen Zusammenhängen, also hohle Gegenstände mit zylindrischer Bohrung wie etwa Röhrenknochen. In entsprechend umfassender Bedeutung kommt kaval in anderen westtürkischen Sprachen wie Gagausisch und Krimtatarisch (Schäferflöte khoval) vor. Schreibvarianten sind goval und kabal, wie die Schäferflöte in der nogaischen Sprache heißt. Im Aserbaidschanischen hat qaval die weitere Bedeutung „Rahmentrommel“ und entspricht Persisch daf. Das Wort kaval wurde, seiner Verbreitung nach zu urteilen, offenbar in Anatolien gebildet; es ist vom Wortstamm *kav, entsprechend *kov, „hohl“, abgeleitet. Die türkische Wortzusammensetzung kaval kemiği (wörtlich „hohler Knochen“) wird als „Wadenbein“ und kaval tüfan (wörtlich „röhrenartige Flinte“) als „Gewehr mit glattem Lauf“ übersetzt. Eine Parallele zu kaval ist latein tibia, das „Schienbein“ und zugleich „Flöte, Pfeife“ bedeutet. In slawischen Sprachen ist eine weitere Parallele das von protoslawisch *piščalь, „Pfeife, Flöte“ und „Schienbein“, abgeleitete Wortumfeld, zu dem polnisch piszczałka („Schienbein“) und piszczel („Pfeife“), bulgarisch pistalka (ein Name der Schäferflöte swirka) und slowenisch piščál („Pfeife“ und „Schienbein“) gehören.
Im Türkischen mit kaval verbundene Wörter sind kovlik und kovuk („hohl“) sowie in einer daraus hervorgegangenen, veränderten Bedeutung kavlamak („[Haut oder Rinde] abschälen“), kavuk („Rinde [die abgeschält werden kann]“) und kavak („Pappel“, deren Rinde leicht zu schälen ist). Kaval kommt in weiteren westtürkischen Sprachen vor, etwa als baschkirisch kaval („etwas Hohles“), tschatagaisch khaval („Schäferflöte“ und „Höhle, Verschlag, Sack, hohle Form“) und wird auch von den Turkmenen in Iran verwendet. Aus dem Türkischen abgeleitet sind Griechisch ghavál, caváli, kavali („Flöte“) und Rumänisch caval.
Ein anderer, häufig wiederholter Versuch, kaval auf die arabische Wurzel q–w–l („sprechen“, qaul, hiervon abgeleitet qawwali, „Redner“, daraus „Verkünder“, ein sufischer Gesangsstil) zurückzuführen, steht jenseits der linguistischen Ebene auch in einer assoziativen Verbindung mit der Flöte. In vielen Kulturen gilt der Klang der Flöte als der menschlichen Stimme besonders nahestehend. Nach bulgarischem traditionellen Verständnis besitzen Musikinstrumente ein der Sprache analoges Ausdrucksvermögen und haben eine Stimme (glas). In Legenden und Volksliedern treten Musikinstrumente mit der Fähigkeit zu singen und zu sprechen auf. Viele bulgarische Lieder enthalten Phrasen wie „kavalut sviri, goviri“ („wenn die kaval spielt, spricht sie“). Sie verweisen auf eine magische Bedeutung der Flöte als „Sprachrohr“ des Hirten, dem sie ein lebenslanger Begleiter ist.
Einer wegen mehrerer Zwischenstufen zweifelhaften Hypothese zufolge soll sich kaval über kavalos – kavlos – khaulos vom altgriechischen aulos (αὐλός) herleiten. Einen vergleichsweise weiten Weg durch mehrere Sprachen durchlief der Name der auf den griechischen Inseln vorkommenden Sackpfeife tsambouna, der über italienisch zambogna, lateinisch symphonia auf altgriechisch symphonia (σύμφωνία) zurückgeht.
Für die randgeblasenen Längsflöten in der ägyptischen Volksmusik existieren anstelle der ansonsten üblichen arabischen Bezeichnungen schabbaba und nāy eine verwirrende Anzahl von nach Region, Größe oder musikalischer Verwendung unterschiedlicher Namen, zu denen salāmīya, suffāra, baladī und kawal(a) gehören. In den 1930er Jahren wurde lediglich die längere nāy von der kürzeren salāmīya mit sechs Grifflöchern unterschieden. Mitte des 20. Jahrhunderts hieß eine kleine Flöte kawal, die eine Oktave höher als die salāmīya gestimmt war. Außerdem sollten kawal und ʿuqla die Namen von Flöten sein, die besonders zum Spielen trauriger Melodien geeignet seien. Heute ist in Ägypten eine randgeblasene Rohrflöte mit sechs Grifflöchern ohne Daumenloch, die vor allem in der religiösen Musik der Sufis, madīh an-nabawī, zum Lobpreis des Propheten Mohammed verwendet wird, als kawala bekannt.

## Herkunft und Verbreitung

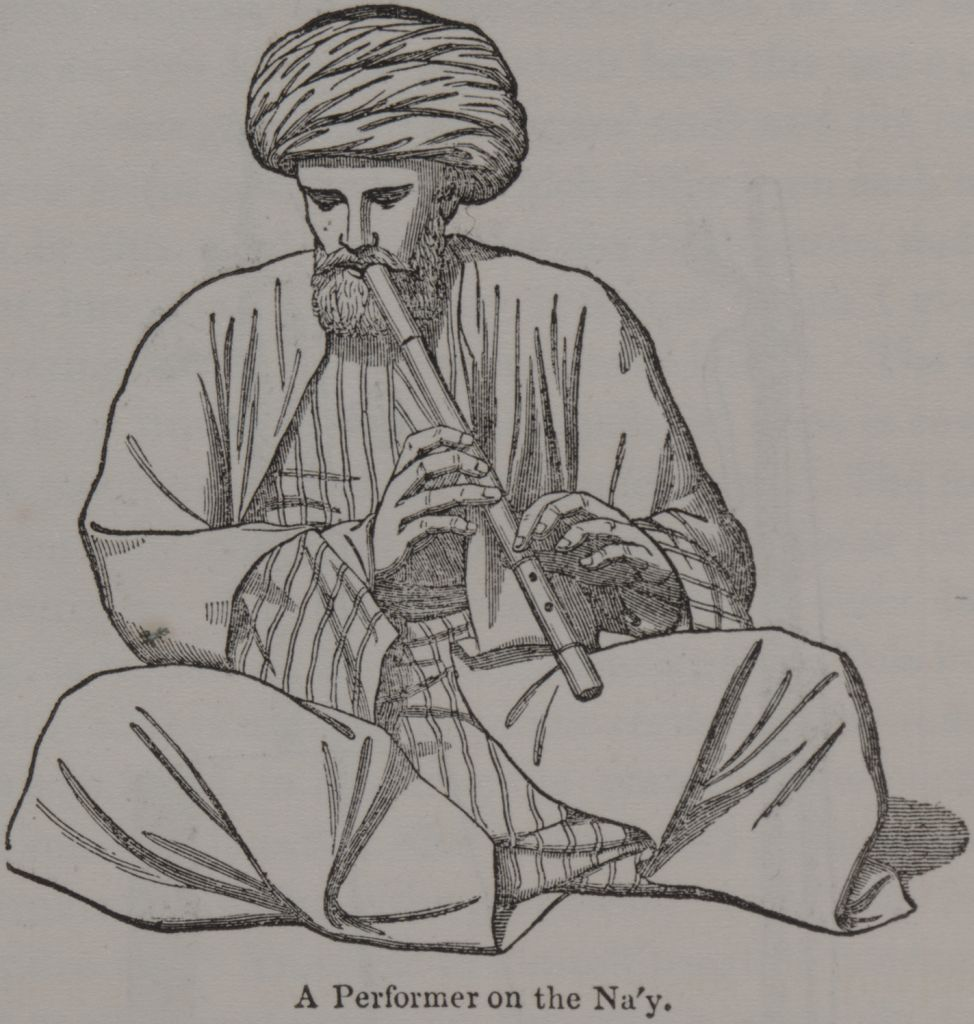
Die schräge Spielhaltung der arabischen nāy entspricht der randgeblasenen kaval. Abbildung in Edward William Lane: An Account of the Manners and Customs of the Modern Egyptians. London 1836

Flöten gehören zu den ältesten Musikinstrumenten und wurden in Europa zeitgleich oder früher als Schraper, Schwirrhölzer und Gefäßrasseln wahrscheinlich schon im Mittelpaläolithikum verwendet. Am Anfang standen Eintonflöten, gefolgt von Knochenflöten und Grashalmflöten mit Grifflöchern. Die Abbildung einer Längsflöte auf einer altägyptischen Prunkpalette aus der zweiten Hälfte des 4. Jahrtausends v. Chr., die in Hierakonpolis gefunden wurde, wird in den Zusammenhang mit Jagdmagie gestellt, denn sie zeigt den Flötenspieler als Fuchs verkleidet, wie er wilde Tiere anlockt. Von jener Zeit bis zur Sage vom Rattenfänger von Hameln ist die Flöte ein magisches Lockinstrument und wird bei der Jagd verwendet. Allgemein sind Flöten bis heute mit übernatürlichen Vorstellungen verbunden; allein um den Victoriasee in Ostafrika hatten Flöten (wie die aus einem Pflanzenstängel gefertigte ludaya) ein Bündel von magischen Aufgaben: Sie sollten unter anderem Regen machen, Sturm verhüten, den Milchfluss der Kühe anregen und Lebensspender für den vergöttlichten Herrscher sein. Für eine Ethnie ostafrikanischer Rinderhirten darf die Schilfrohrflöte ibirongwe nur von Jungen und Männern gespielt werden und hat bei manchen Zeremonien (Beschneidungen) eine magische Funktion. Im Nahen Osten erscheint die Flöte zuerst bei Schafhirten der Sumer um 2600 v. Chr. Dort und generell in Asien sind beidseitig offene Längsflöten seit jeher in der Mehrheit, während in Europa vom Neolithikum bis ins 18. Jahrhundert häufiger Kernspaltflöten vorkamen.
Nicht eine spezifische Bauart, sondern die Verankerung einer Gesellschaft in einer pastoralen Tradition macht deren Flöte zu einer Hirtenflöte. Üblicherweise sind Hirtenflöten einfach herzustellen, sie werden entweder solistisch oder in kleinen Ensembles gespielt. Mehrere Eintonflöten ergeben gebündelt eine Panflöte, die in Homers Epos Ilias als Hirteninstrument und Attribut des griechischen Hirtengottes Pan eingeführt wird. In der griechischen Mythologie verbindet die Flöte die Hirtenkultur mit der göttlichen Sphäre. Der römische Dichter Ovid greift in den Metamorphosen beide Aspekte der Flöte auf, wenn er von der keuschen Nymphe Syrinx erzählt, die vor dem sie liebenden Pan flieht und auf eigenen Wunsch am Fluss in Schilfrohr verwandelt wird. Pan hört den klagenden süßen Klang des Schilfrohrs und fertigt aus ungleich langen Abschnitten des Rohrs eine Panflöte, auf der er seine Lieder bläst, getragen von der Vorstellung, nunmehr mit Syrinx vereint zu sein.
Bis ins Erwachsenenalter wird in der hinduistischen Ikonografie Gott Krishna mit derselben Querflöte (bansi) dargestellt, mit der er in seiner Kindheit die Kuhhirtinnen (Gopis) betörte. In der klassischen indischen Musik gespielte Flöten sind seit altindischer Zeit ausschließlich Querflöten, während in den klassischen Stilen des islamischen Orients die Längsflöte nāy vorherrscht. Am geographischen Übergang repräsentiert im Süden Pakistans die lange Längsflöte narh einen einfachen Flötentyp orientalischer Herkunft, der hauptsächlich zur Liedbegleitung verwendet wird. Die in der Türkei übliche Unterscheidung zwischen dem Volksmusikinstrument kaval und der ney als Flöte der Kunstmusik ist nicht mit dem Namen verbunden. In Iran gehört die ney hauptsächlich zur klassischen persischen Musik; ähnlich in der arabischen Musik, in der sie von der in der Volksmusik gespielten schabbaba unterschieden wird. Dagegen ist in Usbekistan die kleine Rohrflöte nay eine Schäferflöte, die in manchen ländlichen Regionen zusammen mit der Maultrommel chang kobus, der Langhalslaute dombra und der Rahmentrommel doira das einzige traditionelle Instrumentarium bildet. In Afghanistan wird die Schäferflöte nay nur von Amateurmusikern und die Maultrommel tschang nur von Frauen in der Volksmusik gespielt.
Die ältesten Abbildungen aus vorislamischer Zeit im östlichen Zentralasien (im Königreich von Hotan), die Musikinstrumente zeigen, sind in das 2. oder 3. Jahrhundert datierte Terrakottafiguren von Affen, die Längsflöten, Panflöten und weitere Instrumente spielen. Andere Terrakotten und Malereien im westlichen Zentralasien belegen ähnliche Musikinstrumente einschließlich Längs- und Querflöten. Aus dem Gebiet Baktrien (in islamischer Zeit Tocharistan) ist eine im 7. Jahrhundert hergestellte Silberschale überliefert, die eine Bankettszene mit einem Flöte spielenden Affen darstellt; ein Motiv, das auf indischen Einfluss zurückgeführt wird und bereits im sumerischen Mesopotamien vorkam. Ein Rollsiegel aus Ur zeigt einen Affen, der auf einem Berg sitzt und eine Längsflöte spielt. Im Unterschied zu den überlieferten Darstellungen sind archäologische Funde von Musikinstrumenten aus derselben Zeit in weit geringerer Zahl vorhandenen. Die Fundobjekte sind vor allem längsgeblasene Knochenflöten und Flöten aus Ton, etwa aus der in Tadschikistan gelegenen Ausgrabungsstätte Bundschikat. Die Abbildungen belegen eine sich vom Iranischen Hochland im westlichen Zentralasien während der Herrschaft der Parther bis zur Mitte des 1. Jahrtausends mit der Ausbreitung des Buddhismus entlang der Seidenstraße einhergehenden Weitergabe von Musikinstrumenten wie Harfen, Lauten und Flöten nach China.
In umgekehrter Richtung übte das westliche Zentralasien vom 11. bis zum 16. Jahrhundert einen bedeutenden Einfluss auf die Musik des Nahen Ostens aus. So steht etwa der für die türkische Volksmusik in Anatolien charakteristische Gesang uzun hava mit Gesangsstilen zentralasiatischer Turkvölker und der Mongolen in Verbindung: unter anderem mit dem ut dun der Kalmücken, dem uzun küi der Baschkiren, dem özen küi der Tataren und außerdem mit dem hora lungă in Rumänien. Zu den in dieser Region vorkommenden, langen randgeblasenen Hirtenflöten gehören neben der kaval die blul in Armenien, die bilûr der Kurden, die kurai der Baschkiren, die tsuur im Westen der Mongolei, die tüidük der Turkmenen und die wie die tüidük zwischen den Schneidezähnen gehaltene sybyzgy (sibizga) mit vier bis sechs Grifflöchern der Kasachen.
Außer diesem Flötentyp gelten Obertonflöten, die keine Grifflöcher besitzen, als typische Hirteninstrumente. In Südosteuropa sind dies vor allem die tilincă in Rumänien und die koncovka in der Slowakei. Der in Europa am weitesten verbreitete Hirtenflötentyp sind Längsflöten mit sechs Grifflöchern, die aus weichen Hölzern (Weiden-, Haslnuss- oder Holunderzweigen) oder härteren Holzarten hergestellt werden. Auf dem Balkan werden sie meist randgeblasen (kaval), daneben kommen in Südosteuropa einige Kernspaltflöten vor, darunter die fujara und die píšťala (allgemein „Flöte“) in der Slowakei sowie die fluier cu dop, die caval und die Doppelflöte fluier gemănat in Rumänien.

## Bauform und Spielweise

### Rumänien und Moldawien
Die Musik beider Länder kann bis zu den Geten und Dakern zurückgeführt werden, deren Lebensgrundlage auf Landwirtschaft und Rinderzucht basierte und die in den ersten nachchristlichen Jahrhunderten unter dem Einfluss griechischer Missionare und nach der Eroberung durch das Römische Reich zum Christentum konvertierten. Die Volksmusik wird wesentlich durch die Feste des christlichen Jahreskalenders und eine bis heute bewahrte pastorale Tradition geprägt. In Wandmalereien an Kirchen erscheint die Flöte von Schäfern gespielt häufig in Szenen zur Weihnachtsgeschichte, so an der Kirche des Klosters Humor von 1530 und der Doamnei-Kirche in Bukarest aus dem Jahr 1683. In Psalm 150 werden die Gläubigen zum Lob Gottes „mit Saiten und Flöte (caval)“ aufgefordert.
Die Flötentypen in Rumänien und der Republik Moldau heißen allgemein fluier; die meisten gehören zur Musik der Hirten und Bauern und werden von Amateurmusikern gespielt. Die Musikinstrumente der Schäfer werden nach ihrer Verwendung eingeteilt in Signalinstrumente, speziell die Holztrompete bucium (der ungarischen fakürt ähnlich), und Melodieinstrumente. Als caval wird hauptsächlich eine lange Kerbflöte bezeichnet, die entweder aus einer 50 bis 90 Zentimeter langen Röhre aus Platanenholz mit sechs Grifflöchern oder mit fünf Grifflöchern, die in Gruppen zu zwei und drei angeordnet sind, besteht.
In den Regionen Dobrudscha und Muntenia ist die caval eine beidseitig offene, dreiteilige Längsflöte mit acht Grifflöchern im mittleren Teil und vier weiteren Löchern im unteren Teil, die der bulgarischen kawal ähnelt und als caval dobrogean („Dobrudscha-caval“) oder caval bulgăresc bekannt ist.
Mit der caval werden lyrische Lieder (doina) und Tänze begleitet. Einer der sonntags aufgeführten Rundtänze (horă) wird Hora din caval genannt. In diesem Tanz übernimmt eine Violine den Part der Flöte und nähert sich deren Klang bis zur Imitation einer in einem Flüsterton sprechenden Stimme an.

### Bulgarien

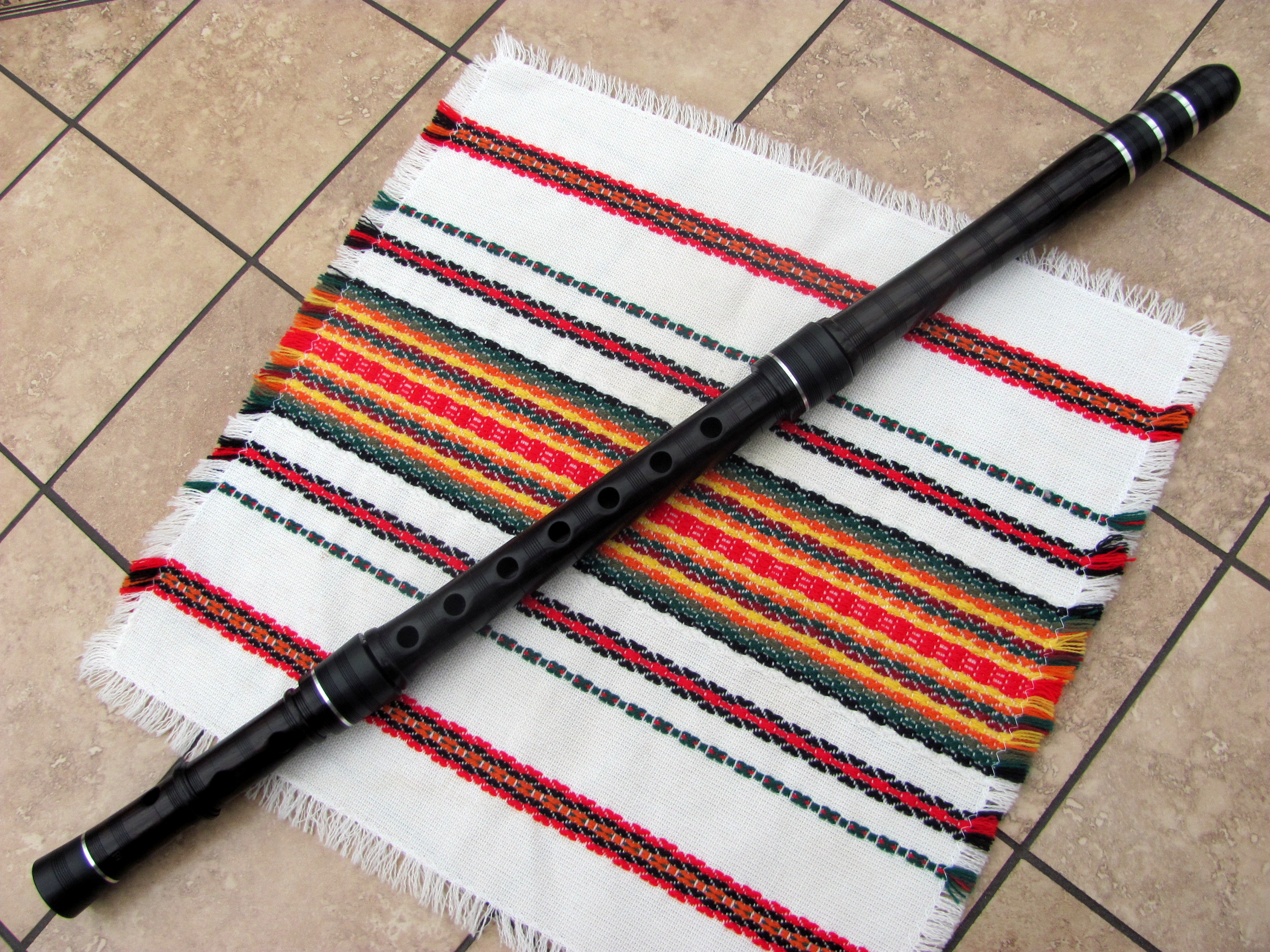
Dreiteilige bulgarische kawal in D. Aus Grenadill hergestellt in den Vereinigten Staaten.

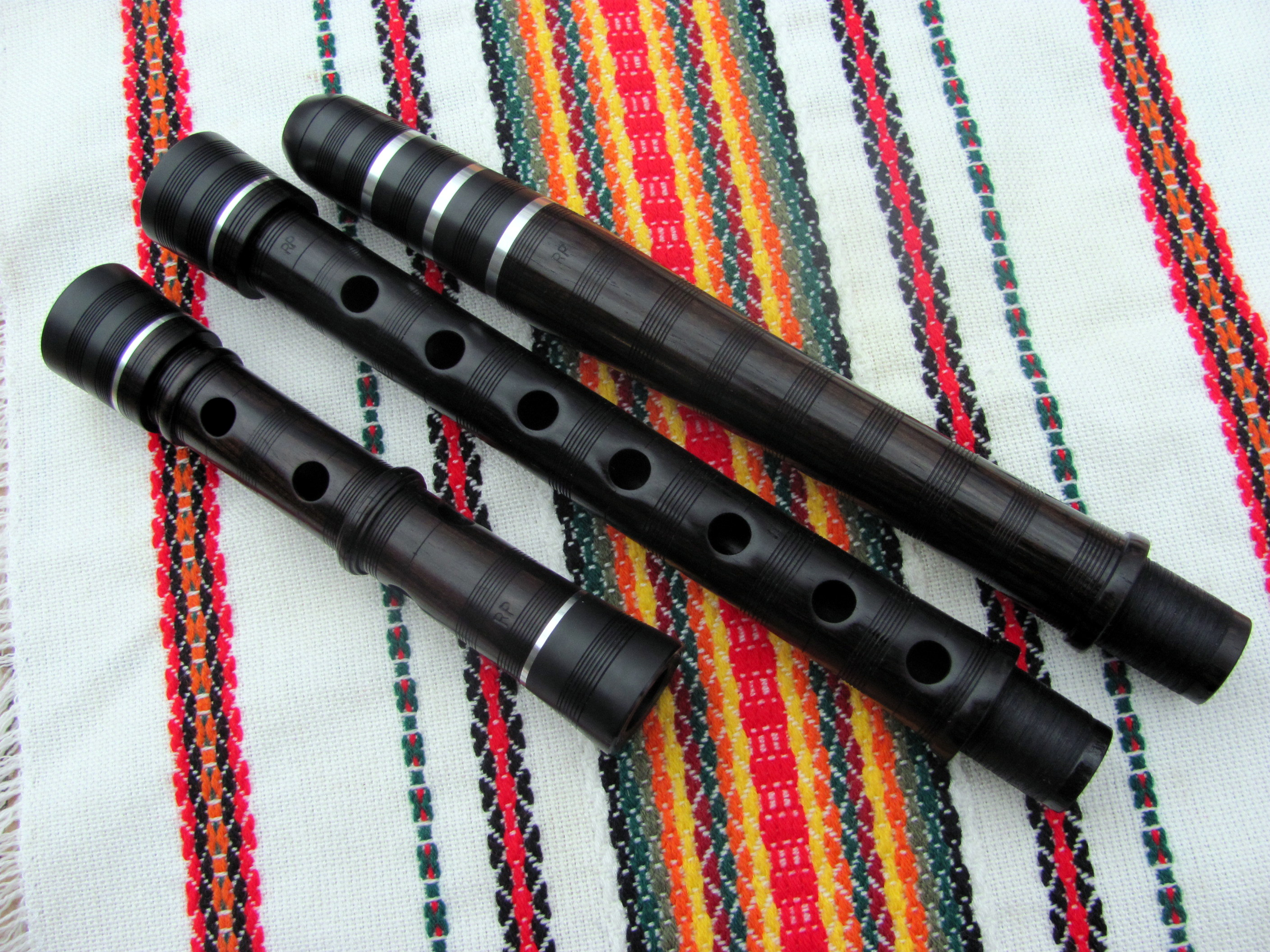
Dieselbe Flöte zerlegt.

Die bulgarische Volksmusik wird in sechs Kulturregionen eingeteilt, die sich teilweise aufgrund der früheren Isolation von manchen nur schwer zugänglichen und im Winter abgeschiedenen Bergregionen unabhängig entwickelten. Einem umfassenden Kultureinfluss unterlag das Land durch die fünfhundertjährige osmanische Herrschaft, die von etwa 1400 bis zur Unabhängigkeit 1908 dauerte. Einen entscheidenden Einfluss auf die Kultur hatte die nationalistische Bewegung der bulgarischen Wiedergeburt, die zu einer Sammlung und Erforschung der traditionellen und „nationalen Musik“ (narodna muzika) führte. Ein bedeutender Vertreter dieser Bewegung war der Revolutionär und Autor Georgi Rakowski (1821–1867), dem es in seiner Schrift Pokazalets (Odessa 1859) darum ging, die bulgarischen Volkskulturerzeugnisse und Bräuche auf einen antiken Urgrund zurückzuführen. Bei der kawal hob er die Verwurzelung in der Hirtentradition hervor. Er pries ihre praktische Verwendung als Hilfsmittel, um die Herde über die Weide zu treiben und das Flötenspiel als Ausdruck der Sehnsucht des einsamen Hirten nach seiner Familie.
Der im Volksglauben verwurzelten Gleichsetzung vom Klang der Musikinstrumente und der menschlichen Stimme – die Flöte spielt, also spricht sie – steht die Musizierpraxis mit einer strikten Geschlechtertrennung gegenüber. Die instrumentale Volksmusik ist in Bulgarien eine Sache der Männer, während bis heute überwiegend Frauen die Gesangstradition pflegen. In der Musik setzt sich die traditionelle ländliche Arbeitsteilung fort: Männer zogen mit ihren Herden über die Weiden, wo sie die offene Längsflöte kawal oder die Kernspaltflöte duduk spielten, während sorgfältig nach ihrer Tonhöhe ausgewählte Kuhglocken (zwantsi) erklangen. In einem Lied heißt es: „Er spielte auf einer lieblichen kawal, eine silbrige zwantsi begleitete ihn“. Frauen waren für die gemeinschaftliche, von Liedern begleitete Feldarbeit und den Haushalt zuständig. Bis zur Mitte des 20. Jahrhunderts fertigten die Bauern ihre Musikinstrumente selbst an.

#### Bauform
Die beliebtesten Melodieinstrumente in der Volksmusik sind die kawal und die Sackpfeife gajda. Als kawal werden mehrere Hirtenflöten bezeichnet. Der ältere Typ, zjal kawal (цяп кавал), ist eine einteilige lange Längsflöte. Heute wird die kawal in ganz Bulgarien aus drei Teilen hergestellt: kawal ot tri tschasti (кавал от три части). Die dreiteilige kawal mit einer Gesamtlänge von 60 bis 90 Zentimetern wird auf der Drechselbank aus Pflaumenholz, Kornelkirsche oder Buchsbaumholz angefertigt. Das Holz muss wegen der relativ geringen Wandstärke eine hohe Festigkeit besitzen, weshalb Weichhölzer ungeeignet sind. Es gab zwar früher aus Weichholz gefertigte, lange einteilige Schäferflöten wie die dzamára im Epirus, in deren Röhre aber beim Transport Hartholzstäbe eingeschoben werden mussten, um sie vor dem Zerbrechen zu schützen. Ein zweiter Grund, weshalb die einteiligen langen Flöten verschwanden ist, dass sich für die Hirten auf ihren Wanderungen unbequem zu transportieren waren. Für die Herstellung waren als technische Voraussetzung die im 16. und 17. Jahrhundert im Handwerk üblich gewordenen hochwertigen Schneidmesser erforderlich, aber die handwerklich gefertigte dreiteilige Flöte verbreitete sich vermutlich erst im 18. Jahrhundert.
Die dreiteilige kawal besitzt im mittleren Teil sieben annähernd äquidistante Fingerlöcher und ein Daumenloch sowie vier weitere Schalllöcher (duschnitsi oder dyawolski dupki, „Teufelslöcher“) im unteren Teil, die nicht mit den Fingern abgedeckt werden, aber den Klang verbessern. Die akustische Länge wird bis zum ersten Schallloch gemessen. Der Grundton der meisten bulgarischen kawal ist d. Bei einer beispielhaften Länge einer d-Flöte von 64,5 Zentimetern beträgt die akustische Länge 52 Zentimeter. Die akustische Länge bestimmt den tiefsten Ton, wenn alle Grifflöcher geschlossen sind. Dividiert durch den inneren Rohrdurchmesser von 16 Millimetern ergibt sich in diesem Fall der Quotient 40. Der Tonumfang beider kawal-Typen (und der früher in Zentralbulgarien vorkommenden dreiteiligen Kernspaltflöte duduk) beträgt mit zweifachem Überblasen drei Oktaven. Der Quotient Länge:Durchmesser ist das Maß für die Spielbarkeit der Obertöne. Je kleiner der Quotient, desto leichter sind die tiefen Töne, je größer, desto leichter sind die Töne der oberen Register produzierbar. Nach diesem Maßverhältnis teilt Laurence Picken (1975) die endgeblasenen türkischen kaval in kurze Flöten mit einem relativ großen Innendurchmesser (fundamental flutes, „Grundtonflöten“) und lange Flöten mit einem engen Innendurchmesser (harmonic flutes, „Obertonflöten“) ein. Wegen ihres warmen und weichen Klangs, den der Musiker durch Anblasen in schräger Position erzeugt, wird die Flöte auch meden kawal („Honig-kawal“) genannt. An den Verbindungsstellen sind helle Ringe aus Bein, hartem Kunststoff oder Metall eingelegt, die ein Ausreißen des Holzes verhindern sollen und zusammen mit eingeritzten Querrillen als Verzierung dienen.
Neben der kawal gilt die kleinere Kernspaltflöte swirka als Hirtenflöte. Swirka ist daneben die allgemeine Bezeichnung für die bulgarische Flötenfamilie, zu der auch eine dwojanka genannte einteilige Doppelflöte gehört. In den westlichen Rhodopen an der südlichen Landesgrenze werden paarweise gespielte Längsflöten vom Typ der einteiligen Flöte zjal kawal tschift kawàli (чифт кавали) genannt. Bei den stets gleich gestimmten Flöten spielt ein Musiker die Melodie, der andere ergänzt einen Bordunton oder folgt seltener der Melodie unisono.

#### Spielweise
Bei der für alle randgeblasenen Hirtenflöten typischen Spielweise bläst der Spieler einen Luftstrom gegen den oberen angeschrägten Rand des etwas schräg nach unten gehaltenen Flötenrohrs. Im Unterschied zu einer Kernspaltflöte benötigt es viel Erfahrung, um durch Veränderung des Blasdrucks, der Lippenstellung und der Neigung des Rohrs alle Töne und Klangvarianten der Flöte spielen zu können. Durch einen stärkeren Blasdruck gelangt der Spieler in das zweite oder dritte Register. Im Prinzip lassen sich alle Töne der chromatischen Tonskala hervorbringen. Schwierigkeiten bereiten lediglich die Töne dis1 und dis2, für die das unterste Griffloch mit dem kleinen Finger der unteren Hand halb abgedeckt wird, außerdem die Töne c2 und cis2. Hierfür muss der Spieler die Töne h1 bzw. d2 greifen und den Anblaswinkel verändern.
Mit einem schwachen Blasdruck erklingen die tiefen Töne, mit einem stärkeren die Oktaven. Eine besondere Art der Tonerzeugung dieses Flötentyps ist ein bestimmter mittelstarker Blasdruck, mit dem ein geräuschhafter mehrstimmiger Ton erzeugt wird. Dabei ist zusammen mit dem Grundton die Oktave und die Duodezime zu hören. Da der Grundton bei dieser Blastechnik leicht erhöht ist, also das Intervall nicht genau einer Oktave entspricht, entsteht ein spezifischer rauer Klang, der in Bulgarien mit dem aus dem Türkischen stammenden Wort kaba („grob“, „dick“) bezeichnet wird. Die früher in Bulgarien überwiegend geblasene kaba-Spielweise entsprach einem Klangideal, mit dem sich der bulgarische – wie der türkische – kaval-Spieler von den Amateurmusikern mit ihren hoch tönenden kurzen Kernspaltflöten (düdük) abgrenzte. Der „grobe“ Klang gilt als geeignet für die Volksmusik und kommt bei der ney in der klassischen arabischen Musik nur gelegentlich als Klangeffekt vor, wenn der Musiker ein Solo mit lang gehaltenen Tönen spielt. Im Arabischen heißt diese Spielweise muzdawiǧ („das paarig Geordnete“, weil zwei Töne zusammenklingen, auch die Bezeichnung einer Gedichtform). In der Türkei wird der „grobe“ Klang etwa bei der lauten Langhalslaute kaba saz, die im Freien gespielt wird, von der in geschlossenen Räumen gespielten Kunstmusik der „dünnen“, „feinen“ ince saz unterschieden.
Bei der kaba-Spielweise entstehen akustische Schwebungen, die in mehreren Musikstilen auf dem Balkan von Bedeutung sind. In Bulgarien gehört dies zu einem mehrstimmigen Gesangsstil, bei dem ein oder zwei Sänger eine Melodielinie verzieren und weitere Sänger einen schwebungsreichen Bordunton hinzufügen. Der Musikethnologe Gerald Florian Messner (1980) prägte für diese auch in Südalbanien und im Epirus vorkommende Gesangsästhetik den Begriff Schwebungsdiaphonie. In Albanien werden Sänger besonders geschätzt, wenn sie auf diese Weise mit einer „dicken Stimme“ (albanisch zë të trashë) vortragen. In Griechenland wird Volksmusikinstrumenten eine „dicke Stimme“ (griechisch chondrí foní) attestiert, die sich wie die Sackpfeife, die Kegeloboe (zournás) und die große Zylindertrommel (daoúli) für das Spiel im Freien eignen.

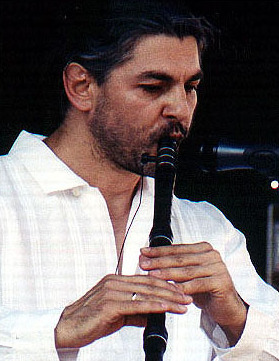
Der bulgarische Jazzmusiker Teodosij Spasow spielt kawal.

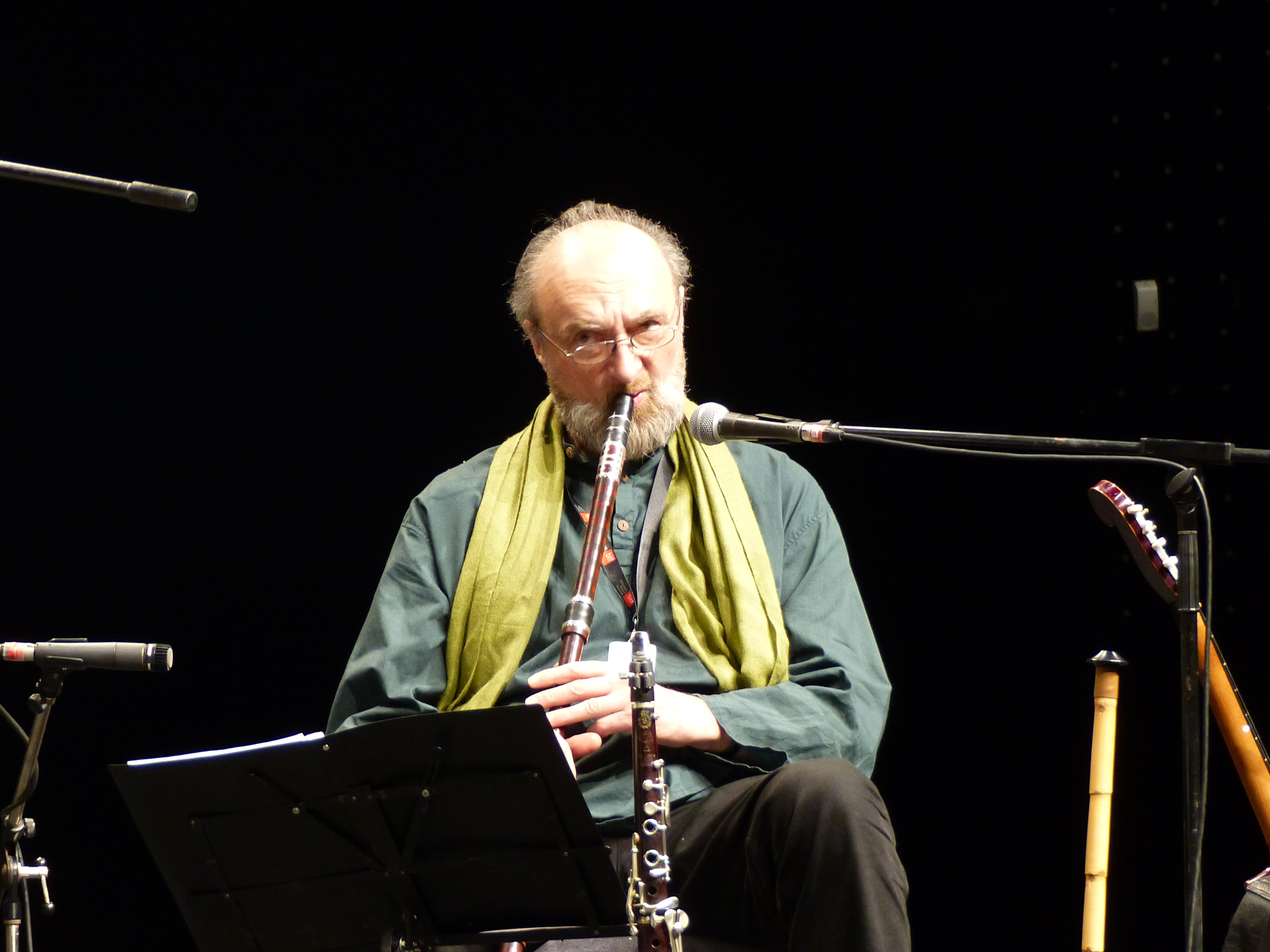
Der ungarische Multiinstrumentalist Iván Barvich mit einer bulgarischen kawal beim Pont Festival in Budapest, 2017.

Die Begleitmusik für Volkstänze ist entweder instrumental oder vokal. Die Sängerinnen oder die männlichen Musiker stehen in der Mitte der Tanzgruppe. Instrumentalensembles, die bei Hochzeiten zur Begleitung von Kreis- oder Reigentänzen (horo, хоро) auftreten, bestehen aus mehreren kawal und Streichlauten gadulka oder mehreren Sackpfeifen gajda oder einer kawal und einer in osmanischer Zeit eingeführten Zylindertrommel tapan oder einer kawal, einer gajda und einer gadulka oder einer gajda, einer kaval und einer tapan. Wie im gesamten Balkan sind ferner Ensembles aus zwei Kegeloboen zurna und einer tapan beliebt. Bei der kleinen griechischsprachigen Minderheit der Sarakatsanen an der Südgrenze und bei den Walachen werden Lieder mit Begleitung der kawal gesungen. Erst Ende des 19. Jahrhunderts wurden Volksmusikensembles aus mehreren (zunächst zwei bis fünf) Instrumentalisten zusammengestellt. Dies war eine Erleichterung für den Musiker, der zuvor allein bei Festveranstaltungen zur Tanzbegleitung lange Zyklen und möglichst laut spielen musste.
Die kawal ist traditionell überwiegend ein Soloinstrument. In der bulgarischen Geschichtsschreibung wird hervorgehoben, dass auch in der „dunkelsten Periode der bulgarischen Geschichte“ – gemeint ist die osmanische Herrschaft – die Bevölkerung an ihrer eigenen Sprache und ihren Traditionen festhielt. Die nationale Geschichte wurde im 19. Jahrhundert besonders in Liedern über die Heiducken (gesetzlose Banden, die gegen die Türken kämpften) beschworen. Die Rückbesinnung auf die nationale Kultur äußert sich in veränderlichen Formen bis heute. Nach dem Zweiten Weltkrieg richtete die sozialistische Regierung in nahezu jedem Dorf ein koledtivi, ein Kollektiv für Volksmusik ein, in dem sich regelmäßig Amateurmusikgruppen trafen und stets in Trachten musizierten. Bei solchen Veranstaltungen kam die Musik der nationalen Minderheiten üblicherweise nicht vor. An staatlichen Feiertagen, beispielsweise am 9. September, dem Jahrestag der sozialistischen Revolution (1944), führten landesweit in den Städten Kinder Volkstänze vor. In Sliwen trat bei solchen Anlässen ein Orchester mit 100 kawal-Spielern auf. Beim alle fünf Jahre in Kopriwschtiza stattfindenden nationalen Folklorefestival und bei vergleichbaren Veranstaltungen stehen fünf Instrumente, in manchmal in einem Ensemble vereint werden, für die typische bulgarische Volksmusik: kawal, Sackpfeife gajda, Streichlaute gadulka, gezupfte Langhalslaute tambura und Zylindertrommel tupan.
Der international bekannteste bulgarische kawal-Spieler ist der Jazzmusiker Teodosij Spasow (* 1961). Stojan Welitschkow (Стоян Величков, 1930–2008) spielte bulgarische Volksmusik, Christo Mintschew (Христо Минчев, 1928–2012) war ein kawal-Spieler und Stimmenimitator.

### Griechenland

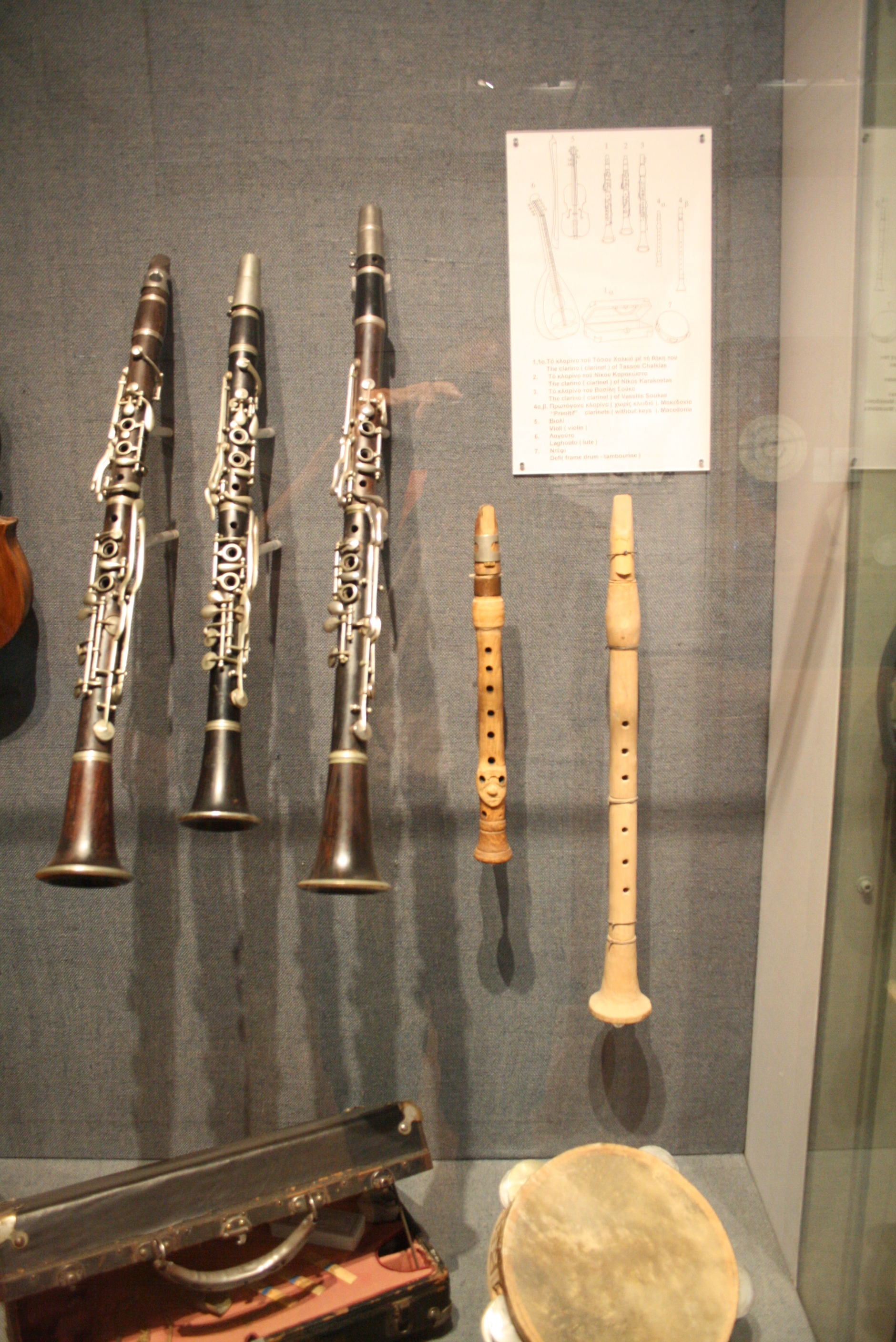
Griechische Klarinetten (klarino) mit und ohne Klappen, die in der öffentlichen Unterhaltungsmusik an die Stelle der Flöten getreten sind.

Durch die Umsiedlung der griechischen Bevölkerungsgruppe aus dem südlichen Bulgarien (ehemalige osmanische Provinz Ostrumelien) in die nordgriechische Region Thrakien in der Folge des Vertrags von Sèvres 1919 haben sich in den dortigen Regionalbezirken Serres und Evros ländliche Musiktraditionen erhalten, zu denen die kavali (entspricht der bulgarischen kawal), die Sackpfeife gajda und die Zylindertrommel daouli (in Bulgarien tapan) gehören. Viele der aus Bulgarien, Ostthrakien und Kleinasien eingewanderten griechischen Flüchtlinge gründeten in Thrakien neue Dörfer und pflegten die Tradition ihrer Heimatregion weiter. Bis weit nach der Mitte des 20. Jahrhunderts bewahrten die durch schlechte Verkehrsanbindungen und endogame Heiratsregeln abgeschotteten Dörfer eine eigene kulturelle Identität mit unterschiedlichen Volkstänzen, Liedern und Bräuchen. Dennoch gab es um die Jahrtausendwende nur noch wenige traditionelle Spieler der kaval in den Dörfern der aus Bulgarien zugewanderten Griechen. Die in der Region verwendeten kaval stammen aus bulgarischer Produktion.
Eine Besonderheit des kaval-Spiels in Thrakien ist das legatissimo Spiel, bei dem fast alle Töne stark gebunden werden. Anstatt den Luftstrom zwischen den Tönen kurz zu unterbrechen, werden manchmal kurze Wechselnoten eingefügt. Diese Spieltechnik könnte von der Sackpfeife gajda angeregt worden sein, die bauartbedingt stets mit einer ununterbrochenen Luftzufuhr gespielt wird. Vom relativ großen Tonumfang der kaval verwenden die thrakischen Musiker überwiegend nur die Töne der zweiten Oktave und hiervon nicht alle Halbtöne. Die auf der kaval gespielten Volkslieder basieren auf insgesamt sechs Gebrauchsleitern, von denen zwei den größten Anteil haben. Die Intervallabfolge dieser beiden Gebrauchsleitern ist mit derjenigen des dorischen Modus und des türkischen Makams Hüseyni verwandt. Diese Skala ist zugleich die in der gesamten griechischen Volksmusik am häufigsten verwendete.
Typisch für die gesamte Volksmusik des Balkans ebenso wie für die türkische und arabische Musik sind Melodien mit stufenweisen Fortschreitungen, die häufig mit Glissandi gespielt werden. Zu den Melodiegestaltungen bei der kaval in Thrakien, die auch in Bulgarien vorkommen, gehören vor allem gewöhnliche Triller mit der nächsthöheren Nebennote oder mit einem Terzintervall und Doppelschlagtriller, mit denen lange Haltetöne verziert werden. Beim Vibrato wird der stets gestreckt und mit dem zweiten Fingerglied aufliegende Finger in rascher Folge leicht gekrümmt, sodass er sich etwas vom Griffloch abhebt. Weitere regelmäßig eingesetzte Verzierungen sind Vor- und Nachschläge mit der benachbarten Nebennote, sowie Praller und Mordent (einmaliger kurzer Wechsel auf die nächsthöhere bzw. tiefere Note).
Die kaval verkörpert in Thrakien für die Nachkommen der Einwanderer aus Bulgarien die alten Bräuche der Heimat. Ein Schäferlied mit Flöte, das von einem Musiker in Thrakien O Tsoutsouliános („Die Lerche“) genannt wird, kommt mit ähnlichem Inhalt unter anderen Namen (etwa als „Geschichte von den verlorenen Schafen“) auch andernorts auf dem Balkan vor. Darin geht es um einen Hirten, der auf der Suche nach seinen verloren gegangenen Schafen ist und dabei ein melancholisches Lied auf der Flöte spielt. Sobald er in der Ferne weiße Steine erblickt, hält er sie für seine Schafe und spielt vor Freude etwas singathistós (einen langsamen Paartanz der aus Bulgarien stammenden Griechen). Als er näher kommt und keine Schafe findet, fängt er wieder an zu weinen. Schließlich verwandelt ihn Gott in einen Vogel, eine Lerche, die am Himmel pfeift. So ist der Hirte bis heute eine Lerche, die überall herumfliegt, pfeift und nach ihrer Schafherde sucht. Das in Thrakien gebräuchliche Wort für „Lerche“, tsoutsoulianós oder tsirtsiliágos, hat vermutlich eine lautmalerische Herkunft und bezieht sich auf das ständige Pfeifen dieses Vogels. Durch die Verwandlung des Hirten wird auf der Erzählebene eine Verbindung zwischen dem Klang der Flöte, Vogelgezwitscher und der menschlichen Stimme hergestellt. Diese thrakische Version der Erzählung ist die einzige, in der nicht am Ende der Hirte seine Herde wiederfindet. Daniel Koglin (2002) deutet den traurigen Ausgang als Reflexion der verschwundenen alten Lebensformen und der bedeutungslos werdenden traditionellen Hirtenkultur in Griechenland.
In Nordgriechenland kann mit kavali auch die Kernspaltflöte souravli (sourouli, σουραύλι) bezeichnet werden. In manchen Gegenden Griechenlands ist der allgemeine Name für Schäferflöten floyera, ansonsten wird eine kurze, etwa 30 Zentimeter lange Schäferflöte floyera, die manchmal auch solistisch zur Tanzbegleitung verwendet wurde, von der langen kavali (auch tzamara) unterschieden. In der zweiten Hälfte des 20. Jahrhunderts verschwanden die Schäferflöten aus dem allgemeinen öffentlichen Musikleben Griechenlands, abgelöst von der aus der städtischen Musikszene stammenden klarino (eine Klarinette mit Klappen), die zusammen mit Violine und Akkordeon gespielt wird. Die weitgehend verschwundenen kavali und floyera wurden zu Symbolen des einstigen traditionellen Schäferlebens.

### Nordmazedonien und Serbien
Wie in Bulgarien ist in Nordmazedonien die kaval wegen ihres warmen Tons die beliebteste Flöte. Die kaval ist eine schräg angeblasene offene Längsflöte, die in drei Größen mit ungefähr 65, 75 und 85 Zentimetern hergestellt wird. Nach anderen Angaben betragen die Standardlängen etwa 69, 71 und 76 Zentimeter, selten außerdem 82 Zentimeter. Als Material dient das Holz junger Eschenstämme, deren Durchmesser ungefähr 5 Zentimeter beträgt. Dieses wird bei der traditionellen Methode in einem Meter Länge aus der Spitze eines zehnjährigen Baums gesägt, eine dreiviertel Stunde über dem Feuer erhitzt und vorgetrocknet. Das Holz wird gerade gebogen, waagrecht eingespannt und mit einem Handbohrer auf einen Innendurchmesser von 15, 16 oder 17 Millimeter ausgebohrt. Mit einem Messer wird die Röhre außen dünnwandig zugerichtet und geglättet. Die sieben Grifflöcher und ein Daumenloch werden oval (6× × 8 Millimeter) in gleichen Abständen gebohrt, beginnend mit den zweitobersten Loch an der halben Rohrlänge. Die mit Augenmaß vorgenommenen Bohrungen ergeben eine nicht-temperierte Stimmung bei nicht standardisierten Tonhöhen.
Entsprechend den kaval in Bulgarien, Griechenland und Albanien besitzen die mazedonischen kaval zwei bis vier weitere Löcher am fernen Ende, von denen das erste immer an der Unterseite der Spielröhre in Linie mit dem Daumenloch angebracht wird. Wie in Bulgarien („Teufelsloch“) und Griechenland gibt es hierzu eine Legende, wonach der Teufel, als er zum ersten Mal die Flöte spielen hörte, neidisch wurde und, um sie zu zerstören, heimlich ein Loch in die Unterseite bohrte. Dadurch wurde der Klang der Flöte aber nur noch schöner und der Teufel geriet außer sich vor Zorn. Eine mehr praktische Erklärung ist die Spielposition der Schäfer, die oftmals am Boden sitzen und das Rohrende einer langen Flöte auf dem Boden oder auf einem Fuß aufstützen.
Die mazedonische kaval ist überwiegend ein Soloinstrument von Amateurmusikern und wird nur manchmal mit einer gleichartigen kaval, die einen Bordunton produziert, zusammen gespielt. Im Fall der paarweisen Verwendung gilt eine Flöte als „männlich“ und die andere als „weiblich“. Weitere Hirtenflöten sind die rund 30 Zentimeter lange offene Längsflöte šupelka mit sechs Grifflöchern und die Kernspaltflöte duduk. Die eher schrill klingende šupelka ist heute selten, hat aber eine längere Geschichte, die bis zu Knochenflöten zurückreicht.
Der serbische Volkskundler Jeremija M. Pavlović stellte 1929 eine ungewöhnliche Instrumentenklassifikation vor, als er die Sackpfeife gajda und die kaval den armen Leuten zuordnete, während er die Kegeloboe zurla und die Trommel tapan als Instrumente der Reichen bezeichnete; wohl in der Annahme, die mit mehreren zurla und tapan bei Hochzeiten aufspielenden, professionellen Roma-Musiker würden mehr Einnahmen erzielen als die mazedonischen Amateurmusiker mit kaval und gajda. Tatsächlich gibt es eine klare kulturelle Trennlinie: Mazoedonische Roma-Musiker spielen nie dem bäuerlichen slawischen Umfeld zugeordnete Musikinstrumente wie gajda und kaval.

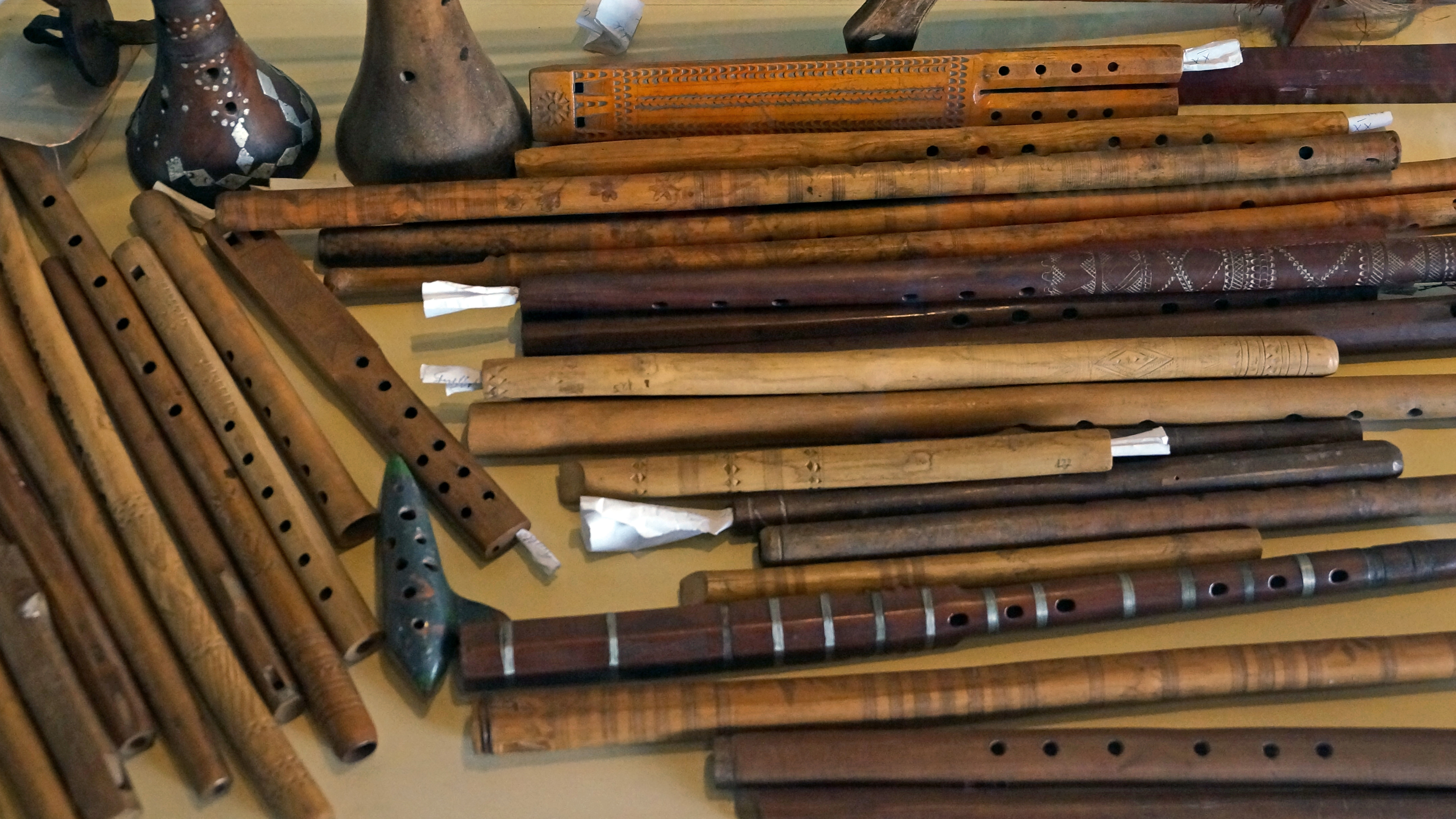
Sammlung von regionalen Kernspaltflöten im ethnologischen Museum in Pristina. Am oberen Bildrand eine Doppelflöte (dvojnice aus dem früheren Jugoslawien oder cula-diare aus dem Südwesten Albaniens), in der Mitte eine Gefäßflöte.

Zum Volksglauben der Südslawen gehört die Vorstellung, dass die gesamte tierische und pflanzliche Natur und alle Dinge mit Sinnen ausgestattet sind. Den Menschen soll es möglich sein, mit der Naturwelt in Verbindung zu treten, was mit magischen Bräuchen wie den Fruchtbarkeitszeremonien Paparuda oder German und allgemein mit einer Methode versucht wird, die sich „stumme Sprache“ (nemušti jezik) nennt. Mit der „stummen Sprache“ lassen sich, so wie es in Erzählungen und Liedern beschrieben wird, in erster Linie alle großen Tiere und Vögel ansprechen, die auch untereinander auf diese Weise kommunizieren. Menschen erreichen die Tiere sprachlich am besten, wenn sie gewisse Töne und Geräusche hervorbringen, die den Tierlauten nahekommen. Hilfreich ist die Verwendung einer kaval oder des einfachen Rohrblattinstruments diple. Die Fähigkeit zur stummen Sprache wird einem Menschen von übernatürlichen Wesen (Gott, Teufel, Drache, Schlangenherrscher) in Menschengestalt geschenkt. Die Ahnen aus der Unterwelt blasen einem Schafhirten die stumme Sprache in den Mund als Dank für dessen Hilfe oder Schlangen übertragen diese Fähigkeit ohne irgendeine Aktion. Jemand kann einem Schäfer die stumme Sprache übertragen, indem er mit einer kaval in die Ohren oder dreimal in den Mund des Schäfers bläst. Anschließend bläst der Schäfer dreimal zurück. Spucken durch eine Flöte ist eine weitere Möglichkeit, wie die Sprache zur Verständigung mit der Natur übertragen werden kann. Vergleichbare magisch-animistische Vorstellungen sind weltweit in vielen Kulturen verbreitet.
Wie im sozialistischen Bulgarien gab es in den Ländern des früheren Jugoslawien eine staatliche Förderung der nationalen Volkskultur, zu der die Konstruktion einer Volksmusik mit professionellen oder halbprofessionellen Musikgruppen gehörte. Der so gebildeten Art von „Ethno-Pop“ stellte sich ab Ende der 1970er Jahre eine internationale Rockmusikszene entgegen. Der Zerfall Jugoslawiens in den 1990er Jahren in Einzelstaaten war von einer schweren politischen und wirtschaftlichen Krise begleitet, die in der Sprache und in anderen Kulturäußerungen eine zunehmende Regionalisierung und ethnische Spaltung bewirkte. Ungewöhnlich ist, dass zeitgleich in dieser Situation die zuvor in Serbien praktisch nicht verwendete kaval, die einen türkischen Namen hat, der in der osmanischen Zeit auf dem Balkan verbreitet wurde, über die ethnischen Grenzen hinweg in die serbische Musik Eingang fand. In dieser Erfindung von Tradition erscheint die kaval seit ungefähr dem Jahr 2000 als Repräsentant der serbischen Musik. Vor 1990 spielten serbische Musiker die kaval öffentlich nur in einem einzigen Dorf im Kosovo an der albanisch-mazedonischen Grenze, also weit entfernt von den Zentren der serbischen Volksmusikszene. Nach einem Bericht aus den 1960er Jahren gehörten die kaval und die kürzere šupelka zu den Instrumenten der Goranen (in der Gemeinde Dragash). Die Flöten wurden von Männern solistisch oder paarweise gespielt, in letzterem Fall ergänzte die zweite Flöte einen Bordunton. Ein Sänger wechselte strophisch zwischen Flöte und Gesangsstimme. Im Kosovo ist die kaval tatsächlich ein altes Hirteninstrument und findet sich auf einer Wandmalerei in der serbisch-orthodoxen Kirche im Dorf Drajčići (Gemeinde Prizren) aus dem 17. Jahrhundert. Während der sozialistischen Zeit waren in Serbien praktisch nur kaval-Spieler aus Mazedonien bekannt, ihre Musik war auf Tonträgern erhältlich und wurde im Rundfunk gesendet.
Als Auslöser für die Einführung der kaval gilt eine Bewegung von bildenden Künstlern und Sängern in Belgrad, deren einigende Doktrin die Zusammengehörigkeit der ostchristlichen Kirchentradition – bestehend aus Ikonenmalerei, Fresken und kirchlichem Chorgesang – und deren Kontinuität über die Zeit der osmanischen Herrschaft bis zum Byzantinischen Reich zurück postuliert. Musikalisch geht es bei diesem schlagwortartig „Byzantinismus“ genannten Phänomen im Wesentlichen darum, eine byzantinische Malerei- und Gesangstradition wiederzubeleben. 1993 traten in Belgrad ein kirchlicher Frauenchor und ein Männerchor unter dem Namen „Johannes von Damaskus“ mit diesem Anspruch auf. In diese Phase gehört die Beschäftigung der Gruppe mit traditionellen Malmethoden für die Kirchenmalerei und das durch Tonaufnahmen mazedonischer Musiker geweckte Interesse an der kaval. Das Spiel mazedonischer Volksweisen und Improvisationen (ezgije) auf der kaval fand zunächst im Anschluss an die regulären Gottesdienste im Umfeld der Kirche statt und übte auf die Anwesenden ein starkes Gefühl von Zusammengehörigkeit im Glauben aus.
Für die serbisch-mazedonische Musizierweise werden immer zwei gleiche kaval hergestellt, um sie zusammen spielen zu können. Ein Musiker spielt mit der „männlichen“ kaval die Melodie, der zweite fügt mit der „weiblichen“ Flöte einen langgezogenen Bordunton hinzu. Der Bordunklang kommt zwar auch in anderen Volksmusiktraditionen auf dem Balkan vor, charakterisiert aber besonders das mazedonische kaval-Spiel, das hierüber mit dem byzantinischen Kirchengesang verbunden ist. Mit ihrer chromatischen Tonfolge von beinahe drei Oktaven, den klanglichen Variationsmöglichkeiten und tonalen Feinabstufungen erscheint die kaval außerdem als geeignet für die Skalen des byzantinischen Kirchengesangs, denn bei gleicher Fingerposition kann bei der kaval durch Veränderung des Blasdrucks die Tonhöhe variiert werden.
Manche serbische Musiker sehen die Flöte als ein Mittel zur religiösen Andacht und erklären, die kaval habe die Fähigkeit zu sprechen, weshalb für sie deren Spiel zu einer Form von Gebet wird. Parallelen hierzu sind die Verwendung der Flöte ney in mystisch-sufischen Ritualen in der Türkei (sema, Gottgedenken durch Musik) und ferner das Flötenspiel in anderen kultischen Praktiken. Auch auf dem Balkan spielten sufische Derwische früher die kaval bei ihren religiösen Versammlungen, in Sarajevo bis in die 1960er Jahre. Die Rifāʿīya-Derwische in Mazedonien nannten ihre rituell verwendete Flöte ny. Über die Musik hinaus wird in Serbien der (mazedonischen) kaval eine symbolische Rolle bei der Vergewisserung der nationalen Identität und der Fundamentierung von deren orthodoxer Tradition im frühchristlichen Byzanz zugesprochen.
Im serbisch-montenegrinischen Beitrag zum Eurovision Song Contest 2004 des serbischen Popsängers Željko Joksimović, Lane moje, taucht die kaval in mystischer Überhöhung als Nationalinstrument des christlichen Serbien in der Eröffnungssequenz und während der gesamten Bühnenshow prominent in der Nähe des Sängers auf. Mit der hier aus dem überwiegend muslimischen Kosovo stammenden kaval wird der Kosovo als angebliches serbisches Kernland präsentiert. Durch dieses Eurovisionslied wurde die kaval in ganz Serbien populär und wird seitdem häufig in einer neotraditionellen serbischen Volksmusik eingesetzt.

### Albanien

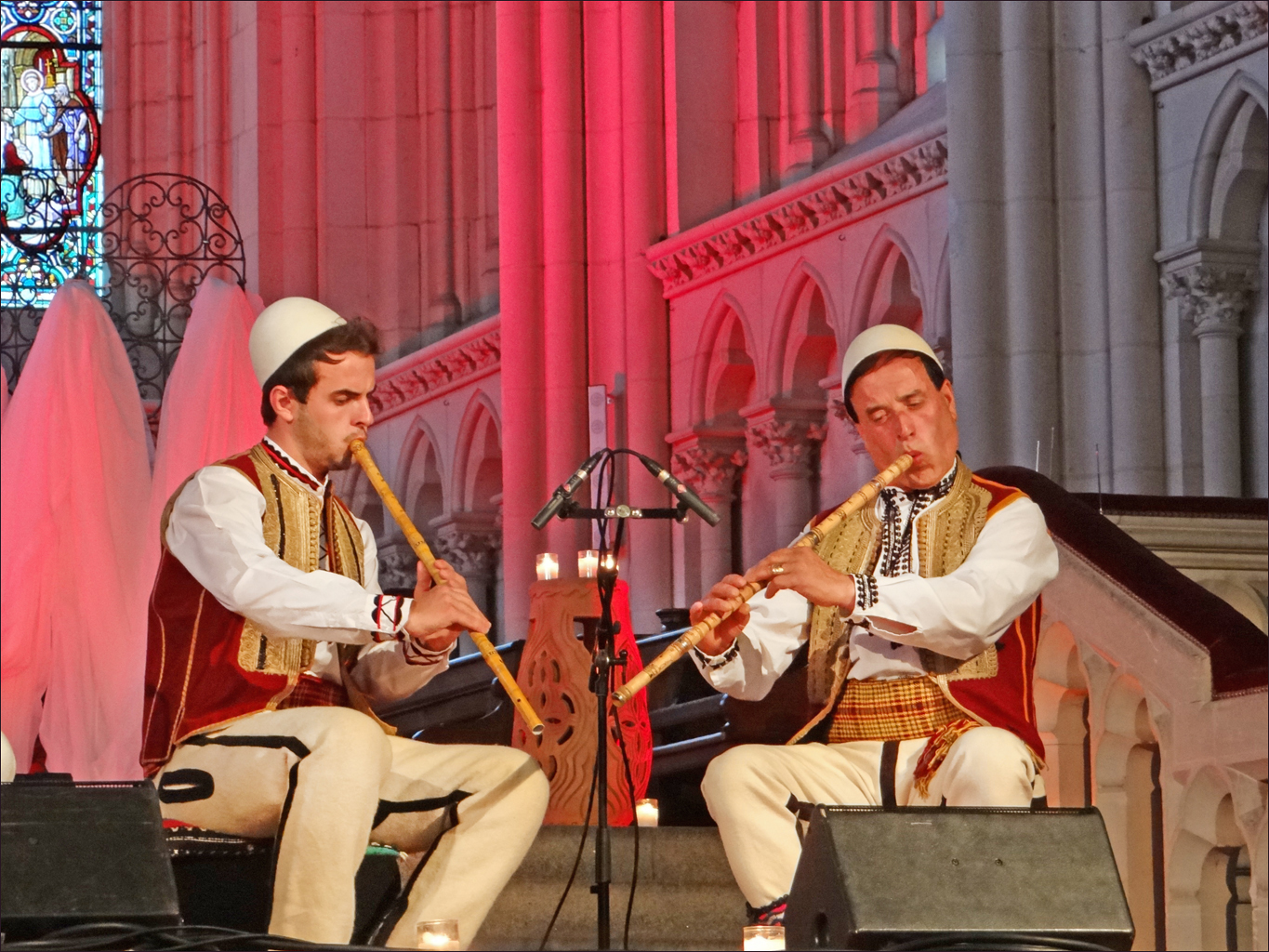
Die albanischen kavall-Spieler aus Nordmazedonien Adnan Aliu (links) und Sallah Shabani (rechts) bei einem Konzert des Festival Les Orientales in der Kirche von Saint-Florent-le-Vieil in Frankreich, 2013.

Zur Musik der Hirten in Albanien gehören einige Blasinstrumente, darunter abgesehen von den Flöten in Nordalbanien die aus zwei Spielröhren mit Einfachrohrblättern bestehende zumare (verwandt mit der arabischen zummāra) mit einem einzelnen Schallbecher aus Tierhorn. Zu einer Sackpfeife umgebaut heißt dieses Instrument bishnica oder mishnica. In der südalbanischen Volksmusik kommen das einzelne Rohrblattinstrument pipeza und die von den Nachbarländern übernommene Sackpfeife gajde vor. Der häufigste und landesweit bekannte Name für albanische Längsflöten ist fyell, mit dem auch die lange offene Flöte bezeichnet wird, die in der südlichen Landeshälfte kaval (oder kavall) genannt wird. In der Region Labëria im Südwesten heißen Flöten njijare oder cule. Kernspaltflöten im Süden werden duduk genannt, im Norden bilbil oder fyelldrejti. Doppelflöten sind in Labëria als culedyjare und in Nordalbanien als binjak bekannt.
Auf der Flöte vorgetragene nichtmetrische Melodien aus der Hirtentradition sollen nach der Vorstellung mancher Schäfer die Herden beruhigen oder in die richtige Richtung lenken. Neben diesem solistischen Spiel zur eigenen Unterhaltung werden gelegentlich im familiären Kreis Flöten zur Begleitung von Gruppentänzen eingesetzt.
In der osmanischen Zeit spielten professionelle Musiker, die hauptsächlich Roma waren, in Militärkapellen (Mehterhâne). Weitere städtische Musikgruppen professioneller, in Gilden (esnafe) organisierter Musiker bestanden etwa in der südalbanischen Stadt Berat aus Violine, kaval, Langhalslaute saz, dreisaitiger Laute jongar und Kastenzither kanun. In Shkodra in Nordalbanien trat in der osmanischen Zeit ein ähnliches Gesangs- und Instrumentalensemble bestehend aus professionellen männlichen Musikern zur Unterhaltung bei gesellschaftlichen Anlässen auf. Der aheng genannte Ensembletyp spielte im 19. Jahrhundert auf türkischen makam (hier perde genannt) basierende Melodien mit Violine, saz, Rahmentrommel (derf) und Gesang, manchmal erweitert um kaval, Klarinette und Akkordeon.
Ein besonderes Flötenensemble existiert heute in der abgelegenen Kleinstadt Gramsh. Die in Südalbanien gepflegte Iso-Polyphonie, eine Form des mehrstimmigen Gesangs, wird von 18 bis 20 Hirtenmusikern auf Flöten übertragen. Die kaval dieses Ensembles werden den Gesangschören entsprechend in Melodie- und Borduninstrumente aufgeteilt.

### Türkei
In der Türkei werden alle Hirtenflöten aus Holz, Pflanzenrohr, Knochen oder Metall (meist Messing) als kaval bezeichnet, im Besonderen die beidseitig offenen Längsflöten. Die türkischen kaval haben fünf oder mehr Grifflöcher und ein Daumenloch; bei allen langen türkischen Flöten wird, wie bei den bulgarischen kawal, die effektive Schwingungslänge nicht durch das Rohr, sondern durch zusätzliche Luftlöcher am unteren Ende begrenzt. Ein Kernspaltflötentyp mit oder ohne Schnabelmundstück heißt in der Türkei düdük. Andere überregionale Blasinstrumente sind die Kegeloboe zurna und das zylindrische Doppelrohrblattinstrument mey. Lediglich in regionalen Volksmusikstilen vorkommende Blasinstrumente sind die kleine Bambusklarinette sipsi in den südtürkischen Provinzen Burdur und Antalya, weiter östlich in der zentralen Türkei die gedoppelte Rohrpfeife arghul (auch çifte) und in der Schwarzmeerregion im Nordosten die Sackpfeife tulum.
Der osmanische Schriftsteller Evliya Çelebi (1611 – um 1683) gibt in seinem Reisebuch Seyahatnâme die zu seiner Zeit ausführlichste Darstellung der im Osmanischen Reich geläufigen Musikinstrumente. Die kaval (hier qawāl) beschreibt Çelebi als das erste Musikinstrument, das von Pythagoras erfunden und in dessen Hochzeitsnacht gespielt worden sei. Die Flöte habe neun Grifflöcher und in Istanbul gäbe es 100 Flötenspieler. Der türkische Musikwissenschaftler Râuf Yektâ Bey (1871–1935) erklärt in einem 1922 in der von Albert Lavignac herausgegebenen Encyclopédie de la musique et dictionnaire du conservatoire erschienenen Beitrag die kaval zu einem sehr primitivem Instrument, das falsche Töne produziere. Er führt aus, die kaval habe sechs bis sieben Fingerlöcher und ein Daumenloch und werde von anatolischen Schäfern auf der Weide gespielt. Die Spielhaltung der Flöte im 18. Jahrhundert – unverändert bis heute schräg nach unten zur linken Seite – ist auf einer Miniatur in der Handschrift Surname-i Vehbi zu sehen, die einen Schäfer mit einer langen kaval zeigt.

#### Lange randgeblasene Hirtenflöten
Zur Unterscheidung nach Klangerzeugung, Material, Größe oder Verwendung tragen die unterschiedlichen Flötentypen einen Namenszusatz. Dilsiz kaval („stumme Flöte“, also ohne Zunge) oder damaksız kaval („gaumenlose Flöte“) werden alle randgeblasenen kaval ohne Kernspalt genannt, um sie von den Kernspaltflöten dilli kaval („mit Zunge“) zu unterscheiden. Eine kamış kavalı („Grashalmflöte“) ist eine Flöte aus Pflanzenrohr, wozu unter anderem Schilfrohre (Phragmites), Simsen (Scirpus) und Igelkolben (Sparganium) gezählt werden. Nach dem Material sind auch die çam kavalı („Kiefer-kaval“) und die madenı kavalı („Metall-kaval“) benannt. Wie bei anderen Instrumententypen bezeichnet cura kavalı eine kleine Form der Flöte, ferner bedeuten orta „mittel(groß)“ und tam „vollständig“, also groß.
Die lange einteilige Hirtenflöte, die den schräg gehaltenen, randgeblasenen Flöten auf dem Balkan entspricht, ist als çoban kavalı („Schäfer-kaval“) bekannt und misst etwa 80 Zentimeter. In der Provinz Burdur werden Flöten traditionell häufig aus Wacholder, bei den Yörük an der südlichen Mittelmeerküste der Türkei auch aus Birnbaum oder Pflaumenholz angefertigt. Eine solche Flöte, die von den Yörük hergestellt wurde und sich im ethnographischen Museum in Adana befindet, ist 84 Zentimeter lang und hat einen Innendurchmesser von 15 Millimetern. Das erste von drei Schalllöchern befindet sich bei diesem Exemplar an der Unterseite 68,8 Zentimeter von der Einblasöffnung entfernt, das zweite an der Oberseite ist 75,5 Zentimeter und das dritte Loch seitlich ist 78,5 Zentimeter entfernt. Falls diese Löcher von geringem Durchmesser sind, verändern sie nicht die Tonhöhe, sondern den Klang, indem sie eine Verringerung der Obertöne bewirken.
Bei den Yörük heißt diese Flöte kuval. Sie wird in einem Winkel von etwa 20° zur Seite und mit einer Kante des Mundstücks zwischen den halb geöffneten Lippen häufig bis an die beinahe geschlossenen Zähne gehalten. Der breite Luftstrom ist gegen die andere Kante gerichtet und kann durch Änderung des Anblaswinkels gesteuert werden. Die lange kaval wird meist überblasen, sodass bei einer geringen Luftmenge der erste Partialton fast ständig und der zweite Partialton zumindest gelegentlich zu hören ist. Hierbei tönt die Duodezime stärker als der – leicht erhöhte – Grundton und die Oktave. Das wie in Bulgarien von den Musikern angestrebte Klangbild, mit dem sich die kaval von einer „gewöhnlichen“ (Kernspalt-)Flöte düdük unterscheidet, wird in Zentralanatolien kaval horlatma genannt: „die kaval zum Schnarchen bringen“. Kaval spielende Hirten sind angehalten, diesen besonderen Flötenklang zu beherrschen, weil er der Kommunikation mit den Schafen diene, so heißt es.
Die lange einteilige kaval ist in der Türkei das typischste Hirteninstrument, das bei den halbnomadischen Yörük eine besondere Wertschätzung erfährt. Viele Erzählungen handeln von der kaval als Signalinstrument, um mit bestimmten melodischen Motiven die Schaf- oder Ziegenherden zu beruhigen, zusammenzutreiben oder auf eine andere Weide zu führen. Eine in Anatolien weithin bekannte Hirtenerzählung mit dem Namen Karakoyun („schwarzes Schaf“) hat folgenden Inhalt: Ein armer Hirte hält beim reichen Herdenbesitzer um die Hand seiner Tochter an. Anstatt rundweg abzulehnen, stellt der Herr dem Hirten eine Aufgabe, von der er glaubt, dass sie nicht zu erfüllen sei. Der Hirte solle seine Schafe sechs Tage lang nur mit Salz füttern und ihnen kein Wasser geben. Wenn er sie dann freilässt, soll er sie mit seiner Flöte daran hindern, wegen ihres großen Durstes zur Tränke zu laufen. Der Hirte spielt eine so schöne Melodie auf der Flöte, dass die Schafe ihr gebannt lauschen und gewinnt dadurch die Tochter zur Frau.
Auf der kaval gespielte Hirtenmelodien werden nach Verwendung und Stimmungslage unterschieden. Bei den Yörük gibt es yüksek hava, „hohe Luft/Melodien“  in schnellem Tempo, die Ringkämpfe (yağlı güreş) begleiten. Senir havası und aman havası sind ruhigere gefühlvolle Melodien, die den Klageliedern (ağıt) nahestehen. Klagemelodien (ağıt hava) werden in langsamem Tempo gesungen und auf der kaval in der tiefen Tonlage gespielt. Der Brauch der Yörük, am Grab eines Verstorbenen auf der kaval Klagelieder zu spielen, stammt nach Laurence Picken (1975) aus vorislamischer Zeit. Zum Repertoire der kaval-Spieler (kavalcı) gehören auch zeybek havası. Zeybek ist ein Männertanz in der Südwesttürkei. In der dortigen Provinz Burdur sind die ansonsten uzun hava genannten Lieder als gurbet havası („Heimweh-Melodie“) oder als guval havası bekannt (guval von kaval). In der Osttürkei, in der Umgebung von Malazgirt kennen kaval-Spieler eine bülür genannte Melodie. Das Wort verweist auf die kurdische Flöte bilûr und auf die armenische Flöte blul.
Bei der etwa 80 Zentimeter langen, dreiteiligen Hirtenflöte (üç parçali kaval) befinden sich die Fingerlöcher im mittleren Abschnitt und das Daumenloch ist in der Nähe des ersten Fingerlochs angebracht. Die Abmessungen sind nicht festgelegt, sodass das erste Schallloch bei einem (in Kepsut hergestellten) Exemplar 2,5 Zentimeter vom untersten Fingerloch entfernt und bei einem anderen Exemplar (aus der Gegend von Akhisar) 9 Zentimeter entfernt gemessen wurde. Beide Flöten produzieren ohne Überblasen eine chromatische Tonfolge bis etwa eine Quinte über dem Grundton.

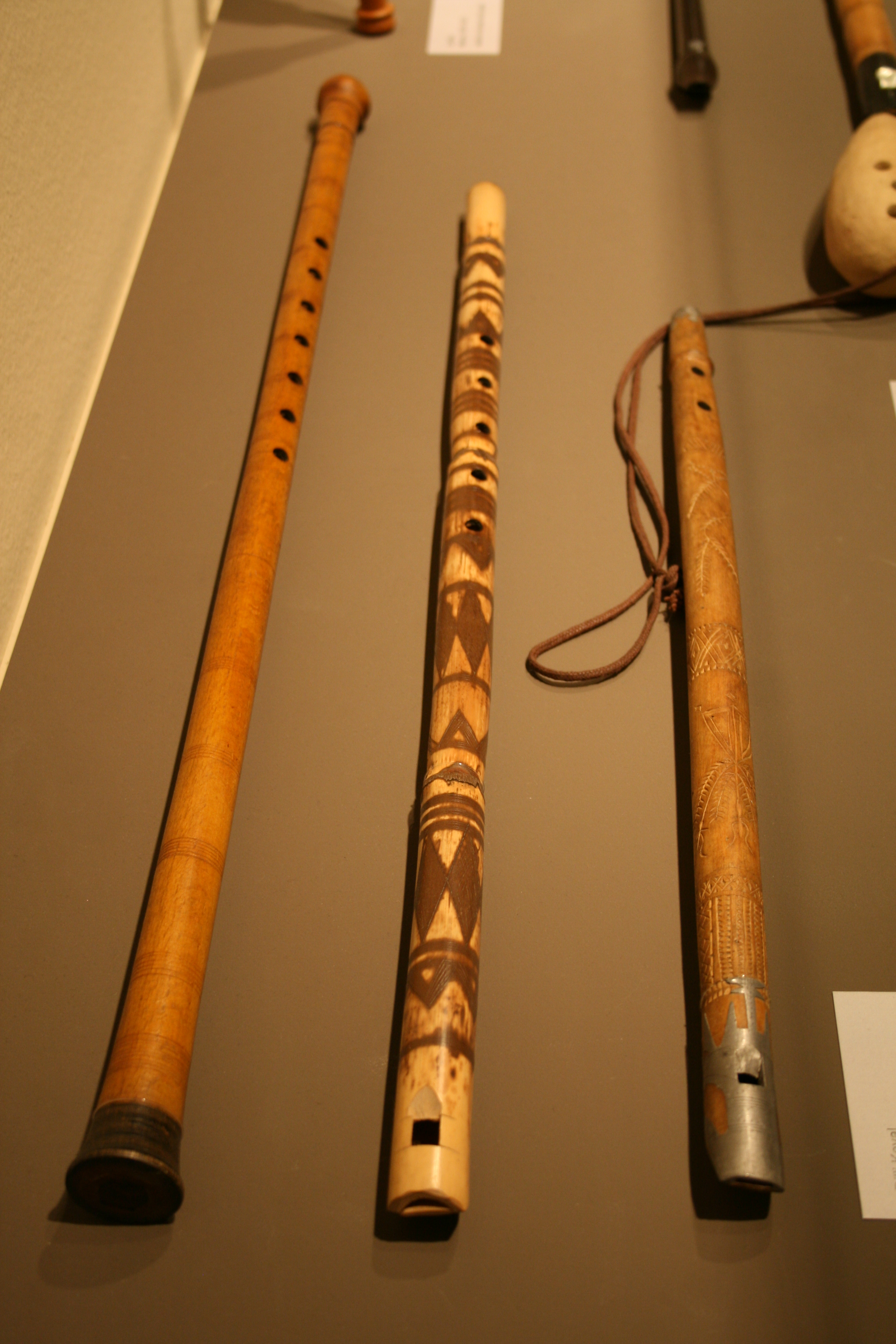
Drei Kerbflöten: links türkische kaval mit geradem Anblasende und Schneidenkante an der Unterseite, Mitte māsūl aus Algerien und rechts flaüta aus Ibiza jeweils mit schnabelförmigem Ende.

Häufig wurden früher dreiteilige Flöten aus Holz (Buchsbaum, Aprikosenholz) ohne Drechselbank hergestellt. Einfache Drechselbänke wurden nach dem Prinzip des Fiedelbohrers von Hand mit einem 90 Zentimeter langen Schnurbogen (yay) diskontinuierlich angetrieben. Die Konstruktion war auf dem Boden montiert und der Handwerker fixierte das Drechselmesser (arde) mit beiden Füßen. Eine solche Drechselbank wurde auch verwendet, um die einseitig eingespannte Spielröhre auszubohren. So ausgestattete Werkstätten für dreiteilige kaval befanden sich unter anderem in Ankara, Edirne und Eskipazar.
Für in größerer Zahl auf motorgetriebenen Drechselbänken angefertigte kaval sind Gaziantep das Stadtviertel Eminönü von Istanbul traditionelle Herstellungszentren. Die Provinz Gaziantep ist das bekannteste Zentrum für die Massenanferigung von Flöten und Rohrblattinstrumenten in der Osttürkei und versorgt den gesamttürkischen Markt mit Musikinstrumenten für Hirten und Bauern sowie mit Kinderinstrumenten. Für die Herstellung wesentlich ist das regional verfügbare Aprikosenholz. Die Spezialität von Gaziantep unter den Flöten ist die kinlı kaval („Flöte mit Scheide“), die dem Namen nach mit einem Futteral ausgeliefert wird. Die kinlı kaval besitzt zusätzlich zu den sieben Fingerlöchern und dem Daumenloch zwei Schalllöcher seitlich am unteren Ende. Das erste (obere) Schallloch begrenzt die maximale Schwingungslänge und das zweite Schallloch vermindert den Klang der Obertöne. Durch die enge zylindrische Bohrung werden die zweiten bis fünften Partialtöne verstärkt. In Verbindung mit relativ kleinen Grifflöchern entsteht ein weicher und feiner Ton. Die Holzoberfläche wird mit ringförmig eingeritzten Rillen und einem gelblichen Lacküberzug versehen. Das Futteral aus Weidenholz ist stark gerillt und mit mehrfarbigen Ringen bemalt.
Die cura kavalı („kleine kaval“) ist eine kürzere Variante der çoban kavalı, die nach 1962 in Gaziantep gemessenen Exemplaren in den drei Längen 49, 54 und 58 Zentimeter hergestellt wird. Der Namenszusatz cura steht in Bezug zur 80 Zentimeter langen çoban kavalı, die als Standard bei den Schäferflöten gilt. Manche Hirten bevorzugen lange Flöten aus Metall, madeni kaval („Metall-kaval“) oder nach dem häufigsten Metall pirinç kaval („Messing-kaval“). Bei einem in Istanbul verkauften Typ beträgt der Durchmesser des Messingrohrs 16 Millimeter mit einer Wandstärke von 2 Millimetern. Nach einem Bericht gab es 1937 in Sivas Messingflöten mit 75 Zentimeter Länge und 15 Millimeter Durchmesser.

#### Kernspaltflöten
Kernspaltflöten mit Grifflöchern sind in der Türkei als dilli kaval („Zungen-kaval“), damaklı kaval („Gaumen-kaval“), dilli düdük oder nur düdük bekannt. In Aserbaidschan heißen sie tutek. Sie gelten als Instrumente für ungeübte Spieler, während geübte Musiker randgeblasene Flöten bevorzugen. Nach ihrer Größe werden zwei Flötentypen unterschieden. Zum einen Typ gehören bis zu 35 Zentimeter lange Flöten mit einem relativ großen Innendurchmesser. Häufiger ist ein Flötentyp mit einer relativ kleinen Bohrung, der in Längen von 31 bis 80 Zentimeter vorkommt und mindestens zwei Luftlöcher am unteren Ende besitzt. Eine kurze damaklı kaval aus der Provinz Kastamonu ist durch eine weit hervortretende Ausstülpung mit mehreren gedrechselten Rillen im oberen Drittel gekennzeichnet. Die Flöte hat bei 30,7 Zentimetern Gesamtlänge eine akustische Länge von 27,5 Zentimetern und einen Innendurchmesser von 8 Millimetern. Das Daumenloch befindet sich an der Unterseite gegenüber der Mitte zwischen dem ersten und zweiten Griffloch, das siebte Griffloch sitzt knapp vor dem unteren Ende. Die türkischen Kernspaltflöten haben meistens keinen Schnabel, sondern ein gerades oberes Ende, das bis auf einen Spalt als Luftkanal mit einem Holzpfropf verschlossen ist.
Als traditionelles Zentrum für die Herstellung von langen Kernspaltflöten, die wegen ihrer hohen Qualität geschätzt werden, gilt Tokat. Sie werden aus Pflaumenholz gefertigt und mit Ringen aus Buchsbaumholz verziert. Neben Instrumenten in voller Länge gibt es eine Größe mit 40 bis 50 Zentimeter langen Flöten (uzun dilli kaval), die ebenfalls zwei untere Schalllöcher besitzen. Diese Flöten erreichen durch Überblasen die Partialtöne der Oktave, aber nur schlecht die höheren.
Ein einfacher Flötentyp ist eine kurze Kernspaltflöte aus einem am unteren Ende durch einen Wachstumsknoten geschlossenen Pflanzenrohr mit zwei bis fünf Fingerlöchern und einem Daumenloch. Das obere Ende ist schnabelförmig angeschrägt. Ein Block aus Weidenholz leitet die Blasluft zur Schneidenkante an der Oberseite. Diese dilli kamış kavalı („Zungen-Rohr-kaval“) oder kamış düdüğü („Rohr-Pfeife“) wurde hauptsächlich für Kinder angeboten. In den 1960er Jahren war die mutmaßlich nur in der Provinz Hatay hergestellte Rohrflöte in der gesamten Türkei verbreitet.

#### Herkunft und Spielweise

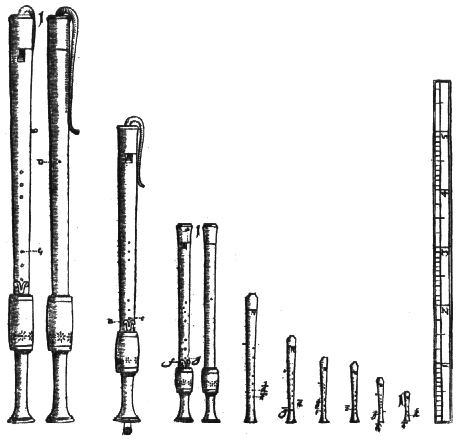
Westeuropäische Blockflötentypen des 17. Jahrhunderts im Syntagma musicum von Michael Praetorius, 1619. Ausschnitt aus Tafel IX.

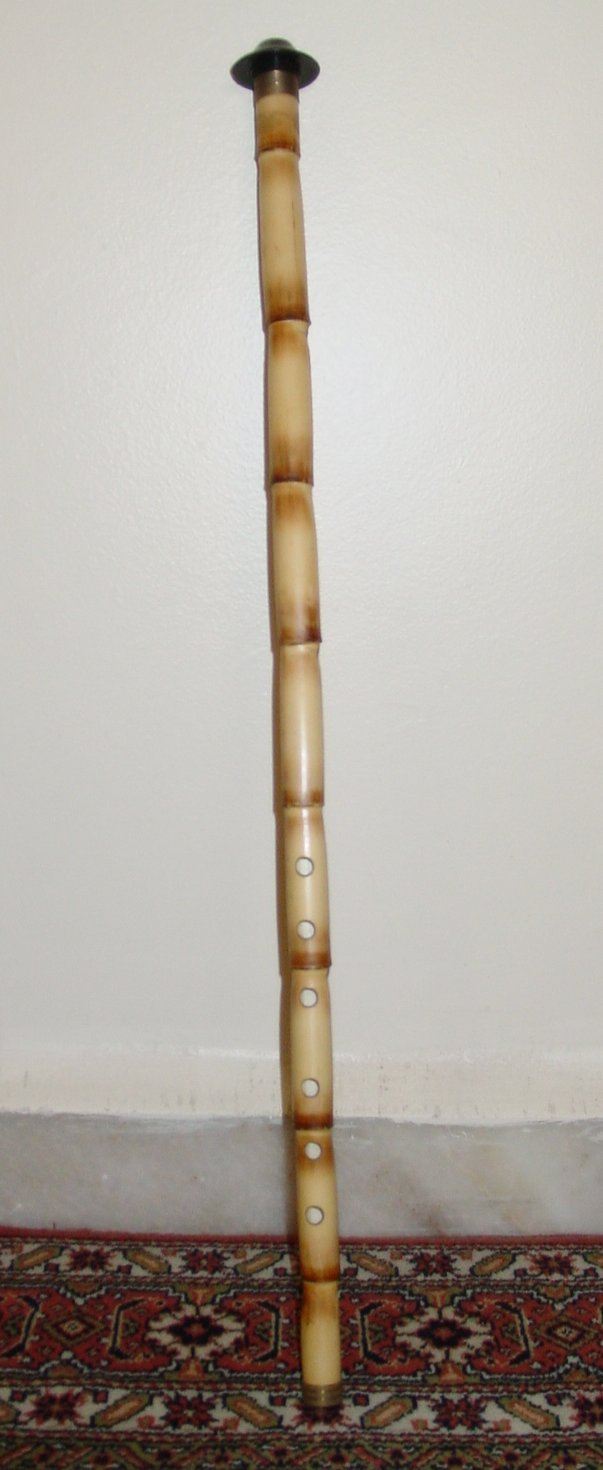
Türkische Rohrflöte ney mit neun Internodien (boğum). Dies entspricht einem Längenmaß von etwa neun Handbreit, das auf manche kaval übertragen wird.

Die stets aus Holz gefertigte kaval gehört nach wie vor zur Tradition der Hirten, im Unterschied zur Rohrflöte ney, die in der türkischen Kunstmusik gespielt wird und einen Ruf als religiöses Musikinstrument genießt, seit sie im 13. Jahrhundert vom Sufi-Orden der Mevlevi in die Ritualmusik übernommen wurde. Dennoch gibt es jenseits der unterschiedlichen musikalischen Verwendung und des anderen Materials Verbindungen zwischen kaval und ney. Ein in Gaziantep hergestellter Flötentyp mit einer zylindrischen Holzröhre gelangte als ney in den Handel und manche kaval werden in einer definierten Länge hergestellt, die auf das traditionelle Längenmaß der ney bezogen ist. Das Rohr für die ney wird auf eine Länge von neun Internodien abgeschnitten und, wie Kurt Reinhard (1984) vermutet, nach alten zahlenmystischen Vorstellungen in 26 Abschnitte eingeteilt, aus denen sich die Anordnung der Grifflöcher ergibt. Solche außermusikalischen Beziehungen, die bis nach China reichen, verweisen auf das hohe Alter der ney.
Laurence Picken (1975) führt die Verwendung von Holz bei der kaval anstelle von Pflanzenrohr, das in der Naturumgebung der Schäfer reichlich vorkommt, auf einen westeuropäischen Einfluss zurück. Möglicherweise wollten die türkischen Flötenbauer mit ihren technischen Fähigkeiten an der Drechselbank die im 18. Jahrhundert aus Westeuropa eingetroffenen, aufwendig dekorierten Flöten nachahmen. Dies ist zumindest für die Kernspaltflöten zu vermuten, von denen sich in den östlichen Nachbarländern weniger Parallelen finden lassen als bei den langen randgeblasenen Flöten. Formdetails an einigen türkischen Kernspaltflöten erinnern an die Zeichnungen von Blockflöten im 1619 veröffentlichten Syntagma musicum des Michael Praetorius. Noch mehr Ähnlichkeiten bestehen zwischen türkischen düdük-Typen und Blockflöten aus dem 18. Jahrhundert. Im 18. und frühen 19. Jahrhundert wurde Buchsbaumholz aus der Türkei unter dem Namen „türkischer Buchs“ zum Bau von Holzblasinstrumenten nach England exportiert, was es wahrscheinlicher macht, dass von dort in umgekehrter Richtung Flöten die Türkei erreichten.
Eine spieltechnische Gemeinsamkeit zwischen der randgeblasenen kaval und der ney ist die für eine Flöte der Kunstmusik ungewöhnliche mehrstimmige kaba-Spielweise. Zur Musik der Mevlevi-Ritualtänze gehört bis heute der obertonreiche Flötenklang und da viele ney-Spieler des Mevlevi-Ordens auch im Orchester des Sultans auftraten, verbreiteten sie ihren Stil in der weltlichen Kammermusik des gesamten Osmanischen Reiches. Die kaval kann wahlweise einen „rauen“ (kaba) und „feinen“ (ince) Klang erzeugen und entzieht sich damit der üblichen Einteilung, wie etwa bei den unterschiedlich gebauten und klingenden türkischen Doppelrohrblattinstrumenten zurna (laut, schrill) und mey (leise, weich).
Die kaval-Flötentypen sind unter den Hirten in der gesamten Türkei verbreitet, mit Ausnahme einer Region im Nordosten, in der Hirten die Sackpfeife tulum spielen. Trotz der Vielzahl an regional unterschiedlichen Größen und Formen bestehen einige grundlegende Gemeinsamkeiten in der Spielweise. Die çoban kavalı und die meisten anderen türkischen Flöten haben sieben Fingerlöcher und ein Daumenloch. Alle türkischen randgeblasenen Flöten und Kernspaltflöten werden mit der gleichen Grifftechnik gespielt. Mit Zeigefinger, Mittelfinger und Ringfinger der oberen Hand (wahlweise der rechten oder linken Hand) greift der Spieler die ersten drei Löcher und mit allen Fingern der unteren Hand die weiteren Löcher. Die Grifflöcher werden mit der Innenseite der vorderen Fingerglieder abgedeckt. Gabelgriffe kommen praktisch nicht vor, die Tonhöhe und Klangqualität wird stattdessen durch halbgeschlossene Grifflöcher und durch Änderung des Blasdrucks beeinflusst. Auf den langen Flöten verwenden die Musiker überwiegend die Partialtöne der ersten und zweiten Oktave, auf den kurzen Flöten dagegen meist das normale Register.
In vielen Regionen singen die Spieler auf der langen çoban kavalı zur Melodie einen tiefen Bordunton (Brummton) von veränderlicher Tonhöhe in die Flöte, jedoch nicht auf kurzen Flöten und Kernspaltflöten. Auch in Zentralasien ist es üblich, einen Brummton in Längsflöten zu singen (etwa bei der tüidük). Die kaval wird fast ausschließlich als Soloinstrument eingesetzt, ansonsten abwechselnd mit einer Gesangsstimme (der Stimme des Spielers). Der Musiker Halil Bedii Yönetken (1899–1968) trug zwischen 1937 und 1954 eine bedeutende Sammlung anatolischer Volkslieder zusammen. Zur sozialen Einordnung der kaval verweist Laurence Picken (1975) auf Yönetken, der erwähnt, dass er in Sivas die schönsten Aufnahmen mit kaval-Spielern im dortigen Gefängnis machte.
Gelegentlich spielte in den 1960er Jahren die Schäferflöte kaval in manchen Städten zusammen mit der Langhalslaute saz in Volksmusikensembles zur Tanzbegleitung, ähnlich wie zuvor in den Kaffeehäusern von Istanbul die heute verschwundene Adlerknochenflöte çığırtma verwendet wurde. Bei diesen Ensembleeinsätzen der kaval handelte es sich nie um eine lange Hirtenflöte, sondern stets um eine kurze randgeblasene Flöte oder um eine kurze Kernspaltflöte ohne gesungene Bordunstimme. Ländliche Volksmusikensembles bestanden selten mehr als aus zwei Instrumentengattungen, lediglich die städtischen fasıl-Orchester, die aus der osmanischen höfischen Musik des 17. Jahrhunderts hervorgegangen waren, bildeten eine Ausnahme. So spielte beispielsweise an der östlichen Schwarzmeerküste bei Festen in einem Dorf die Sackpfeife tulum, in einem anderen Dorf die Streichlaute Karadeniz kemençesi und in einem weiteren die kaval. Erst ab den 1930er Jahren wurden größere Ensembles für die Volksmusik geschaffen, bis hin zu neuen, mit Popmusik verbundenen Volksmusikformen in den 1980er Jahren wie etnik und özgün müzik.